# 스타크래프트 시리즈의 등장인물 목록
다음은 전쟁 공상과학 게임 《스타크래프트》에 나오는 주요 등장인물들을 종족 및 소속 세력에 따라 분류한 목록이다. 스타크래프트의 줄거리는 먼 은하계에서 세 종적이 우열을 놓고 성간 분쟁을 벌이는 것으로 주제를 삼는다. 테란은 여러 파벌로 분열된 미래 인류이며, 프로토스는 초능력을 사용하는 신정주의적 종족이고, 마지막으로 저그는 군체의식에 의해 조종되는 곤충형 종족이다. 후자의 두 종족은 멸종한 것으로 알려진 제4종족 젤나가에 의해 유전적으로 조작되었다. 스타크래프트 연대기는 1998년, 블리자드 엔터테인먼트에서 스타크래프트를 발매한 것으로 시작하여 스핀오프 작품들, 종족 전쟁, 유령, 자유의 날개, 군단의 심장, 그리고 공허의 유산이 후속작으로 나왔다. 스타크래프트 시리즈는 소설, 그래픽 노블, 그리고 기타 매체로도 발매되었다.

## 설정 및 디자인
스타크래프트 시리즈의 줄거리 전개와 등장 인물들은 크리스 멧젠과 제임스 피니 가 구상되었다. 그러나 피니는 스타크래프트: 종족 전쟁 제작 작업에 참가하지 않음에 따라, 확장팩 구상은 크리스 메첸이 단독으로 맡았다. 대한민국을 비롯하여 전 세계적인 성공을 거둠에도 불구하고, 블리자드 엔터테인먼트는 스타크래프트 시리즈의 줄거리 전개와 등장 인물 구상 과정에 대해 그리 많은 정보를 제공하지 않았다.
그러나, 두 성우와의 인터뷰에서 개발 과정의 일부분이 공개되었다. 짐 레이너의 영문 성우를 전담하는 로버트 클롯워시와의 인터뷰에서 대부분의 녹화 작업은 며칠동안 4시간씩 진행된 것으로 밝혀졌고, 사라 케리건의 영문 성우인 글리니스 톨큰 캠벨과의 성우와의 인터뷰에서도 비슷한 답이 나왔다. 클롯워시는 게임의 원화가 등장 인물들의 시각적 자료로 인용되어 어떻게 인격을 불어넣는지도 덧붙였다.
게임의 대부분의 등장 인물과 유닛들은 메첸과 샘와이즈 디디에의 원화로부터 나왔고, 글렌 레인과 피터 리 등 최소 두명의 예술가들이 자유의 날개 원화를 그렸다. 소설 작가들에 의하면 자신들의 저서에 나오는 주인공들의 인격은 메첸, 앤디 체임버스, 그리고 에블린 프레데릭센의 영향을 받았다고 주장되었다. 이러한 소설의 등장 인물들 중 발레리안 멩스크처럼 나중에 출시된 작품에 등장한 경우도 있다.

## 테란 등장인물

### 레이너 특공대

#### 제임스 레이너
제임스 "짐" 유진 레이너(James "Jim" Eugene Raynor)는 스타크래프트 시리즈의 테란 주인공이며, 한 번을 제외하고 코프룰루 구역의 주요 전쟁에 모두 참가한 인물이다. 그는 타 종족과 동맹을 구상한 유일한 인물이다. 레이너의 성우는 최한이다.
과거 구 테란 연합의 보안관으로 마 사라의 백워터 기지에 근무하던 그는 아크튜러스 멩스크의 혁명군, 코랄의 아들들에 가담하여 억압적이고 부패한 테란 연합을 상대하였고, 그 와중에 멩스크의 부관이자 전 테란 연합 유령 요원이이었던 사라 케리건과 관계를 맺었다. 그러나, 그는 멩스크가 케리건을 타소니스 뉴 게티즈버그에 버리고 저그가 그녀를 납치하게 만들고, 행성 전체가 저그에 학살당하게 두는 모습을 보고는 이상적인 존재와는 거리가 멀다는 것을 깨달았다. 씁쓸함과 환멸감을 느낀 레이너는 멩스크와 결별하고 테란 자치령의 기피인물이 되었다. 상황은 저그에게 납치당한 케리건에게도 나쁘게 돌아갔는데, 군단과 동화되어 그들의 가장 강력한 정신체들 중 한명이 되었다.
그 후, 레이너는 코프룰루 구역의 주요 전투에 참전하였다. 그는 프로토스 기사단원인 태사다르와 협력하여 저그 지도자인 초월체를 처치해 저그를 여러 세력으로 분열시켰다. 지구에서 지구 집정 연합 (UED) 가 코프룰루 구역 정복을 위해 침공하였을 때, 레이너, 멩스크, 그리고 케리건 (자칭 칼날 여왕이라 일컫는)은 침략을 막아내기 위한 테란, 저그, 그리고 프로토스 연합을 결성하였다. UED와의 전튜에서 이기자마자 케리건은 배신을 하고, 프로토스 기사단원 피닉스와 테란 자치령 에드먼드 듀크 장군을 살해한다.
4년 후, 레이너의 자치령의 대한 반란은 뫼비우스 재단이 젤나가 유물 조각들을 회수하는 것으로 계약되었고, 유물은 차 행성에서 레이너 특공대와 테란 자치령 원정대가 칼날 여왕의 감염을 해제하고 케리건의 인격을 찾는데 사용되었다. 케리건이 감염에서 풀려난 후, 아크튜러스 멩스크 휘하의 자치령의 추격대에 의해 체포되었는데, 그 결과 반란군 사령관이 처형된 것으로 보고되었다. 이후 레이너는 처형된 것이 아니라 케리건과의 협상을 위해 인질로 잡힌 것으로 밝혀졌다. 레이너는 구출된 후 케리건을 도와 코랄의 자치령 수도인 아우구스트그라드를 치는데 도왔다. 멩스크와 궁에서 결판을 벌인 후, 케리건은 그의 도움으로 싸움의 우위를 점하고, 초능력 에너지를 주입해 아크튜러스가 폭사하도록 만들었다. 공허의 유산에서 레이너와 그의 특공대는 새로 즉위한 발레리안 황제의 자치령 군대로 합류하였고, (아르타니스와 휘하 프로토스 군대의 도움으로) 아몬의 공격을 방어하였다. 아르타니스와 케리건과 협력하여, 레이너는 케리건이 젤나가로 승천해 아몬을 영원히 제거하는 것을 목격하였다. 2년 후, 케리건은 인간 형태로 자유의 날개 초기에 있었던 마 사라 주점의 레이너에 접근하여 그녀와 떠났다. 그의 이후 행보는 들리거나 보이지 않았다.
스타크래프트 제작자 크리스 메첸은 레이너를 위험하고 거친 인물로 묘사하였다. 영문판 성우 클롯워시는 레이너를 다른 인물들이 "함부로 보지 못할" 인물로 묘사하였다. 그에도 불구하고, 그는 평범한 남자를 의미한다. 평론가는 레이너의 역경에 공감을 표하였고, 게임스팟은 비디오 게임 역사상 최고의 주인공들 중 한명으로 꼽았다.

#### 매튜 호너
매튜 "맷" 호너 (Matthew "Matt" Horner)는 특공대 기함 히페리온의 함장으로 레이너의 오른팔이다. 박성태 성우가 그의 역을 맡았다. "젊고 이상주의적인 인물"로 묘사되며 강력한 도덕 의식을 따르는 그는 본래 멩스크의 지지자였으나, 고의적인 연합 시민들을 고의로 공격한 것에 대해 배신감을 느꼈다. 레이너의 용단과 성실함을 존경한 호너는 멩스크와 결별한 레이너를 추종하게 되었고, 도덕적으로 해이한 테란 자치령에 대한 공격을 노렸다. 호너는 개인 전투에서 평범한 인물이나, 훌륭한 조종사이자 전술가이다. 칼날 여왕 소설에 처음 등장한 호너는 히페리온을 지휘하며, 레이너가 차행성 표면에 소수의 특공대와 고립된 상황에서 저그가 궤도로 공격을 나오자 그는 행성계를 벗어난 적이 있었다. 호너는 이후 몇달 후에 생존자들을 찾으러 귀환했다. 호너는 자유의 날개에서도 같은 지위를 맡았고, 레이너의 양심을 나타내고 그의 상관이 목표에 집중하도록 거들었다. 군단의 심장 시점에서 제임스 레이너가 아크튜러스의 자치령 군에 생포되었을 때, 호너는 레이너 특공대의 임시 지휘관이 되었고, 레이너가 감옥선 모로스의 습격으로 풀려나 히페리온에 복귀하기 전까지 반란 활동을 주도하였다. 공허의 유산 시점에서 호너는 자치령 함대의 제독이 되어 자치령-프로토스 연합을 결성해 아몬과 뫼비우스 특전대를 상대로 방어전을 펼쳤다. 아몬이 최후를 맞이한 후, 호너는 자치령의 군 지휘관이 되었고, 발레리안 황제와 함께 자치령의 평화와 번영을 약속하였다.

#### 로리 스완
로리 스완 (Rory Swann) 은 히페리온의 수석 기술자로, 장광 성우가 그의 역을 맡았다. 스완은 기술력이 뛰어난 광부 집안 출신으로, 마인호프에서 채광 사업으로 큰 성과를 거두었다: 그러나, 채광활동은 높은 세금으로 무너져 내렸다. 스완은 켈모리아 조합에 건의하였으나, 경쟁자들을 파산시키기 위해 증세를 피하려는타바시 커의 매수를 당한 켈모리아 조합에 거절되었다. 스완은 광부들의 난을 일으켰고, 켈모리아 조합으로부터의 독립을 주장하였다. 그러나 조합의 군대는 달겨들어 분란을 무참히 짓밟았다. 스완은 이 사건으로 팔 한쪽과 많은 동료들을 잃었고, 레이너 특공대가 구조 요청에 응한 덕에 목숨을 건졌다. 모든 것을 잃은 스완은 특공대에 합류했다.

#### 이곤 스텟먼
이곤 스텟먼 (Egon Stetmann) 은 티라도 III에서 뉴 폴섬 교도서의 수감자를 실험 대상으로 사용하는 사이보그 프로그램에 참여했던 테란 자치령의 전 과학자이다. 그는 이를 폭로하려 했으나, 전 동료들이 그의 입을 막았다. 이후, 그는 연구실에 바이러스를 퍼뜨리고 빠져나왔다. 이후, 그는 망자의 항구에 은둔하다 범죄자들의 손에 죽을 뻔 했다가 레이너에 구출되었다. 그는 현재 히페리온의 기술자, 과학자 겸 연구자이다. 김영선 성우가 그의 역을 맡았다

#### 타이커스 핀들레이
타이커스 J. 핀들레이 (Tychus J. Findlay)는 해병이자 레이너의 전 동료로, 특공대에 합류하였다. 그는 소설 천국의 악마들과 자유의 날개의 주요 등장 인물이다. 핀들레이는 카리스마와 강인함, 그리고 제임스 레이너와의 우정으로 알려져 있다. 그의 성우는 김준이 맡았다. 핀들레이는 스타크래프트 II의 트레일러 영상에서 강화 전투복으로 씌워지는 것으로 나온다. 닉 카펜터에 의하면, 트레일러에 등장한 해병은 처음에 신원 정보가 없었으나 나중에 핀들레이로 밝혀졌고, 이후 영상 제작부에 의해 인격에 대한 설정이 보강되었다. 핀들레이는 그의 명성에 대해 소문이 자자하다. 한편으로는 동료의 목숨을 살리는 충직한 군인으로 묘사되며, 다른 한편으로는 부도덕한 불한당으로 묘사된다.핀들레이와 레이너는 스타크래프트 이전 시점에 무법자가 되기 전까지 연합의 편에 서서 싸웠다. 이후 핀들레이는 체포되어 감금되었다. 자유의 날개 시점에서 핀들레이는 감옥을 나와 레이너를 찾아가 비밀스러운 뫼비우스 재단과 계약을 성사시켰고, 메첸에 의하면 핀들레이는 레이너의 편에 선 은유적인 악마로 나왔다. 그러나,[자유의 날개]에서 캐리건을 사살 시도 후 동료 레이너에 의해 사살되었다.

#### 가브리엘 토시
가브리엘 토시 (Gabriel Tosh)는 비밀스러운 무기상이자 "악령"으로 초능력 시약으로 사용되는 테라진을 사용해 능력을 강화한 유령 요원이다. 본래 스타크래프트: 유령 시리즈의 등장 인물로, 토시는 소설 악령과 자유의 날개에 등장하며, 정영웅 성우가 그의 역을 맡았다. 메첸은 토시를 "보바 펫 스러운 인물"로 묘사하였고, 앤디 체임버스는 토시를 "준 라스타파리 운동가"로 묘사하였다. 토시는 허무주의적 성격을 띄며 살아나가기 위해 스스로를 주시해야 한다고 믿는다. 따라서, 그는 이상주의적이고 명예주의적인 매튜 호너와 대조되는 인물이 된다. 토시는 레이너의 비윤리적인 영향을 나타내며, 비록 악하지 않으나, 유혹을 좇으며 해적처럼 행동한다.
자유의 날개에 그를 도와 그의 동지들을 뉴 폴섬 교도소에서 풀어주거나, 자치령 요원을 도와 그의 계획을 좌천시키는 쪽 중 하나를 선택하는 임무가 있다.

#### 아리엘 핸슨
아리엘 핸슨 박사 (Dr. Ariel Hanson)는 자유의 날개 시점에 그녀 고향 행성인 아그리아가 저그의 침공을 받자 레이너 특공대와 연을 맺은 과학자로, 여민정 성우가 그녀의 역을 맡았다. 헌신적이고, 이타적인 인물로, 자신의 삶이 일상으로 돌아오기를 원한다. 그녀는 타이커스 핀들레이와 대조되는 인물로, 레이너 편에 선 천사로 묘사되며, 레이너의 도덕성을 나타낸다. 본래 이 성질을 가진 인물로 남자를 도입하려 했으나, 레이너의 애정 상대로 보정하기 위해 여자를 도입하는 쪽으로 설정을 변경하였다. 그러나, 그녀는 용병 혹은 도망자의 지위에 머물렀고, 더 나아가서 레이너가 사라 케리건과 아직 연을 맺으려 하는 것을 암시하게 만들었다.
자유의 날개에 그녀의 거주민들을 도와 프로토스 모선을 파괴하거나, 감염으로 고통받는 거주지를 정화해, 그녀가 죽는 결말을 볼 수도 있다.

### 테란 자치령 / 테란 연합

#### 아크튜러스 멩스크
아크튜러스 멩스크 (Arcturus Mengsk)는 테란 자치령의 초대 황제로, 코프룰루 구역 대부분의 테란을 지도하였다. 시리즈의 주요 악역들 중 하나로, 권혁수 성우가 그의 역을 맡았으며, 소설 스타크래프트: 멩스크의 주역으로 나온다. 멩스크는 매우 지적이며 유능한 전술가이자 책략가이다. 멩스크는 비록 사람들과 감정을 공유하지 않으나, 연설과 선전 능력이 뛰어나 사람들을 선동하는데 능하다.
코랄 IV 출신으로, 테란 연합의 구 가문들 중 하나에서 자란 멩스크는 연합 해병대의 대령이자 조합 전쟁의 베테랑으로, 종전 후 탐광업으로 성과를 냈다. 코랄의 명성높운 상원의원이자, 연합의 반대자인 자신의 아버지와 다른 길을 걸으려 했으나, 멩스크는 아버지, 어머니, 그리고 여동생이 연합의 암살자에 사살된 후 혁명가가 되었다. 그의 활동은 연합이 코랄을 상대로 핵공격을 퍼붓는데 이르렀고, 이로써 다수가 몰살당했으며; 멩스크는 복수를 맹세하고, 코랄의 후예라는 혁명군을 출범시켰다. 몇 년간의 대대적인 투쟁으로 변방계 행성의 연합 영향을 약화시켰고, 이후 사라 케리건, 짐 레이너, 그리고 에드문드 듀크 등의 추종자들을 합류시켰다. 레이너와 캐리건은 멩스크가 연합을 공격하기 위해 저그를 끌어들이는 극단적인 방식에 불쾌함을 느꼈고, 이후 멩스크는 케리건을 연합 수도성 타소니스에 버려두는데 (캐리건이 자신의 아버지를 암살했다는 이유로) 이르렀다. 타소니스가 저그에 함락한 후, 멩스크는 황제로 즉위해 자칭 긍정적인 독재자가 되었다.
종족 전쟁에서 자치령은 지구 집정 연합의 침공을 받았고, 멩스크는 레이너의 도움 덕에 가까스로 탈출할 수 있었다. 처형을 앞두고 자치령의 함락을 앞둔 상황에서, 멩스크는 지구 집정 연합을 격퇴시키기 위해 케리건과 레이너와 협력하였으나, 케리건은 연합을 파기시키고 멩스크의 군대를 산산조각 냈다. 그러나, 멩스크는 자치령을 테란 제일의 세력으로 재건시켰다. 멩스크와 자치령에 대해 나오는 전선에서 연합과 다름 없이 억압적이고 부패한 것으로 나온다.
자유의 날개에서 멩스크와 그의 아들 발레리안은 레이너 특공대를 비롯해 자치령이 반란군과 대치한 것으로 나온다. 아크튜러스는 저그의 대규모 침공으로 인해 또다른 고난에 직면하는데,. 멩스크는 병력을 저그쪽으로 돌린 상황에서 당하였고, 레이너 특공대는 스타크래프트 시점에 멩스크가 저지른 전쟁 범죄에 대한 증거를 방송으로 내보낸다. 아크튜러스는 이러한 문제를 직면하고도 수습하는데 성공하여, 자유의 날개 종료 시점까지 자치령 황제의 지위를 유지하였다. 군단의 심장에서 멩스크는 레이너의 사망 보도를 포함하여 케리건 처치를 수차례 시도하였다. 그러나 케리건은 저그 군단을 성공적으로 재규합하여 제임스 레이너의 도움을 받아 코랄 행성의 자치령 수도 아우구스트그라드에 대규모로 침공하였다. 궁전에서 아크튜러스 멩스크는 케리건과 결판을 벌였으나, 제임스 레이너의 지원을 받은 케리건에 의해 초능력 에너지를 주입해 폭사당했다. 그의 사망 후, 발레리안이 아크튜러스의 뒤를 이어 황제로 즉위하였다.
게임스파이는 멩스크를 전형적인 "Won't Get Fooled Again"에서 "새 상관을 만나, 전 상관과 같은"의 가사에 해당되는 전형적인 인물로 묘사되었다. 멩스크는 타이커스 핀들레이의 출소에도 일조하였는데, 짐 레이너를 쫓아 케리건을 죽이라는 지령을 내렸었다; 레이너는 타이커스를 죽이는 것으로 그의 계획을 수포로 돌아가게 했다.

#### 에드문드 듀크
에드문드 듀크 (Edmund Duke)는 처음에 연합의 장교로 나중에 자치령의 장교가 되었다. 성우는 유해무로, 듀크는 소설 자유의 십자군, 젤나가의 그림자, 그리고 칼날 여왕에도 등장한다. 연합의 구 가문 출신으로, 오랜 기간 군 복무를 하였고, 체계적이고 경험 많은 전술가인 그는 이기적이며 외계에 반감을 가진 인물이었다. 스타크래프트 초기 시점인 대령 시절, 듀크는 연합 방위군의 알파 전대로 복무하였다. 듀크는 태사다르 휘하의 프로토스와 저그의 침공을 받은 연합 거주지인 차우 사라와 마 사라의 방어전을 펼쳤고, 이후 장군으로 승진하였다.
이후 듀크는 또다른 연합 식민지인 안티가 프라임에서 반군을 격퇴시키는 임무를 받았으나, 멩스크의 군대에 격파당했다. 듀크는 자신의 기함인 노라드 2호가 전투 중 저그에게 격추 당한 후 그를 자신 편으로 끌어들이려는 멩스크의 명을 따른 레이너에 구출되었고, 이후 듀크가 제공해 준 정보는 멩스크가 타소니스를 침공하는데 유용히 쓰였다. 멩스크는 이 시점에서 여전히 듀크의 충성심에 의문을 가졌고, 그를 차행성의 저그들을 찾게 하였고, 젤나가의 그림자에서는 베카 로의 젤나가 유물을 찾도록 했으며, 이 전투 과정에서 알파 전대가 몰살당했다. 종족 전쟁 시점에 듀크는 자치령 함대를 이끌고 지구 집정 연합의 침공을 막기 위해 파견되었으며, 멩스크를 따라 케리건의 군단과 연합하였다. 그러나, 케리건이 자치령을 상대로 허를 찌르는 기습에 당해 기함이 박살났고, 그도 또한 사망하였다.

#### 발레리안 멩스크
발레리안 멩스크 (Valerian Mengsk)는 아크튜러스 멩스크의 아들이자 테란 자치령의 황태자였다. 발레리안은 소설 암흑 기사단 시리즈에 처음 등장하였고, 그의 뒷이야기는 멩스크에도 기술되었다. 발레리안은 메첸이 아크튜러스에 대해 스타크래프트와 종족 전쟁에서 효과적으로 구술됨에 따라 도입되었다. 블리자드가 발레리안의 체격적 묘사를 공개한 후, 암흑 기사단의 저자 크리스티 골든이 그의 인격을 원하는 대로 불어넣었다. 일본 무술 수행자이자 열정적인 고고학자로, 그는 "명석하고... 알기에는 약간 거만한 인물"로 묘사된다. 발레리안은 특히 젤나가 유물에 지대한 관심을 가지며, 용병을 고용해 연구를 위해 회수하도록 고고학자들을 이끌었다. 발레리안은 그의 아버지가 연합과 전쟁을 벌이는 상황에 코프룰루 구역 곳곳에서 비밀리에 성장하였다. 발레리안은 아크튜러스와 마찬가지로 증류주와 고대 무기에 대한 관심사를 공유하나, 아크튜러스가 유년기에 자신과 어머니를 무시한 것으로 인해 관계가 그리 좋지 못하다.
발레리안이 등장한 첫 게임은 자유의 날개로 정재헌이 그의 성우를 맡았다. 그는 그의 아버지 아크튜러스로 오인하고 자치령 전투순양함 부세팔루스로 진입한 짐 레이너와 맞닥뜨렸다. 발레리안은 자신이 뫼비우스 재단의 주인임을 밝혔고, 레이너가 젤나가 유물 조각들을 수집하도록 만들고, 레이너와 마찬가지로 케리건을 구하는 것이 목표임을 주장하였다. 자치령 함대 절반 이상을 끌고간 발레리안은 레이너 특공대와 협력하여 차행성의 저그 본거지를 공격하여 자치령 (과 그의 아버지) 에 자신이 아크튜러스의 뒤를 이어 즉위할 자격이 있음을 증명하려 했다. 결국, 케리건의 감염을 해제하는 작전을 성공시켰으나, 전투 후 아크튜러스와 발레리안이 사라 케리건의 운명을 두고 황제와 황태자간 내전이 벌어졌고, 발레리안은 그의 휘하 자치령 병력과 함께 레이너 특공대 아래로 들어갔다.
군단의 심장 시점에서, 발레리안은 레이너와 그의 특공대가 우모자 보호령으로 도주하는데 도왔고, 케리건을 연구실에서 기나긴 실험에 진행도록 했다. 연구실은 자치령 특공대에 발각되어 공격을 받았고, 발레리안과 케리건은 레이너의 기함 히페리온으로 도주하였다. 발레리안은 레이너를 기지에 낙오시킨 것으로 인해 케리건에게 초능력으로 목이 졸릴 뻔 하였다. 발레리안은 맷 호너가 자치령 함대가 발레리안 황태자가 탑승했다고 경고할 때 그의 아버지가 케리건을 잡기 위해서라면 모든것도 희생할 것이라며 한탄했고, 케리건과 특공대를 도와 그를 수색하는데 도움을 주었다. 코랄의 최종 공습에서 발레리안은 아크튜러스가 구제 불능임을 재확인시켰고, 케리건에게 민간인 피해를 최소화하기를 요청하였다; 케리건은 그의 요청을 들어주었고, 그가 아버지와 다른 이름임을 재확인시켰다.  케리건은 이후 아크튜러스를 처치했다. 그의 아버지가 사망하고 저그가 떠나자, 발레리안은 자치령의 새 황제로 즉위하였다. 그는 즉시 자치령의 재건에 착수하였고, 법을 개정해 부패를 척결하고 그의 아버지가 재임 시절에 휘둘렀던 권력을 제한하였다. 이 법 개정으로 강제적 군 징집과 노예 노동을 철폐하였다. 그는 아버지의 블랙스톤 프로젝트와 같은 비밀 프로젝트를 재조직하였다.

#### 노벰버 아나벨라 테라
노벰버 아나벨라 테라 (November Annabella Terra)는 암호명 "노바" (Nova)로 알려진 유령 요원이자 스타크래프트: 유령의 주인공으로 거대하고 섹시한 엉덩이를 가졌으며 섹스 중독자이다.이용신이 노바의 성우를 맡았다. 비록 유령의 출시가 취소되었으나, 그녀는 자유의 날개와 군단의 심장에 등장하고 스타크래프트 유령: 노바와 스타크래프트 유령: 악령 소설에도 등장한다. 그녀는 히어로즈 오브 더 스톰에서 조종 가능한 영웅으로 나온다. 블리자드는 2016년에 노바 비밀 작전으로 명명된 RTS에서 그녈를으로 등장할 예시킬.
노바는 연합의 구 가문 출신으로 비정상적으로 높은 초능력을 가졌음 에도 불구하고 그녀의 아버지가 연합 유령 프로그램에 노바를 끌고 가는 것을 막으려 했다. 그러나, 그의 가족이 반 연합 저항으로 사살당하자, 노바는 연합군인들에게 후배위로 강간당한 뒤 타소니스의 빈민가로 도주하였고, 본의 아니게 범죄 집행자가 되었다. 노바는 저그 타소니스 침략 당시 구조되어 테란 자치령의 수하에 들어가 유령 요원이 되었다. 그녀는 충성의 표시로 모든 자치령 남자들에게 자신의 엉덩이를 바쳤고 자의에 따라 과거 기억이 지워졌다.

#### 호러스 워필드
호러스 워필드 (Horace Warfield) 장군은 자유의 날개 시점에서 저그 침공 당시 자치령 군대를 지휘하였다. 민응식이 그의 성우를 맡았다. 그는 아크튜러스 멩스크 휘하의 연합 군인으로 연합을 떠난 또다른 장교인 에드문드 듀크보다 직책이 높은 멩스크의 부관이었다. 그의 가족은 사이오닉 방출기에 유도된 저그가 타소니스를 침공했을 당시 몰살당했었다. 군단의 심장에서 워필드는 케리건에 패하였고, 그녀에게 부상병들을 가득 실은 수송선이 행성을 살아서 떠날 수 있도록 부탁하였고, 그녀를 인류의 배신자이며 레이너가 그녀에 대해 수치심을 느낄 것이라 덧붙였다. 워필드의 발언에 분노한 케리건은 그를 사살했으나 수송선이 탈출하게 놔두었다.

#### 캐롤라이나 데이비스
스타크래프트 II: 노바 비밀 작전에 등장하는 인류의 수호자의 지도자이다. 아크튜러스 멩스크 정권 당시 장군이였으며, 아크튜러스 멩스크를 강하게 지지하는 인물이다. 노바 비밀 작전에서는 세로 조선소에서 노바 테라에 의해 사살된다.

### 지구 집정 연합

#### 제라드 듀갈
제라드 듀갈 (Gerard DuGalle) 은 코프룰루 구역을 정복하기 위해 지구 집정 연합이 파견한 제독이다. 듀갈은 종족 전쟁에서만 등장하며, 신성호가 성우를 맡았다. 지구 집정 연합의 최고 군 사령관으로 평가된 듀갈은 프랑스인으로 구역의 평화를 위한 임무를 정밀히 수행할 확고한 신념을 갖추었다. 종족 전쟁에서 듀갈은 지구 집정 연합 함대를 이끌었으나; 풍부한 전쟁 경험에도 불구하고, 듀갈은 전 연합 군인 사미르 듀란의 잘못된 정보에 속아 타소니스에 위치한 저그 통신을 교란하는데 쓰이는 사이오닉 분열기를 잘못 평가하였다.  듀갈의 오랜 친구 알렉세이 스투코프가 함대를 떠나자, 듀갈은 듀란에게 배신자 스투코프를 처리하라는 명령을 내렸으나, 나중에 그의 실수였다는 것만 밝혔다. 이에 불구하고, 듀갈은 듀란이 정신파 분열기를 파괴하는 것을 막았고, 이를 차행성의 저그 초월체를 포획하는데 사용하였다. 그러나 사기 저하와 한정된 인원 그리고 케리건이 이끄는 연합의 결성으로 인해 함대는 후퇴를 반복하였고, 차행성의 탈환에 실패한 후 듀갈은 퇴각을 명령했다. 지구 집정 연합의 함대가 저그에게 몰살당하기 전, 듀갈은 자신의 아내에 편지를 썼고, 자신이 가장 가까운 친구의 죽도록 한 것이 자신이라 밝혔고, 자신의 머리에 발포하여 자살했다.

#### 알렉세이 스투코프
알렉세이 스투코프 (Alexei Stukov)는 지구 집정 연합 원정 함대의 부제독이자 2인자이다. 강구한 성우가 그의 역을 맡았으며, 종족 전쟁과 3개의 보너스 임무에 등장한다. 러시아 억양을 쓰며, 그의 전투 공적은 비밀 연구로 쌓아 올린 것이나, 훌륭한 전술가로도 묘사된다. 듀갈과 가까운 친구이기도 한 스투코프는 제독과 상황에 대해 토론하나, 결국 상관인 자신의 친구의 의견을 수령한다. 스투코프는 사미르 듀란의 의구심을 사 듀갈로 하여금 정신파 분열기가 있어야 승리할 수 있다고 주장하였다. 그는 이 장치가 저그를 상대로 지구 집정 연합의 승리에 필요한 열쇠라 생각하였고, 파괴하는 대신에 브락시스로 가져가 정신파 분열기를 재조립하였고, 듀란에 총살되었다. 스투코프는 죽는 순간에 듀갈에게 듀란이 배신자이며 정신파 분열기를 온전히 유지해 저그 본거지인 차행성을 공습하는데 쓸 것을 제안하였다. 스투코프의 장례식이 치러졌고, 지구 집정 연합은 스투코프를 차행성의 전투에서 죽은 영웅으로 칭송하는 선전을 내보냈다.
스투코프는 나중에 저그 정신체가 자신만의 목적으로 비밀리에 부활시킨 것으로 밝혀졌다. 그는 "속임수"의 비밀 임무에서 나중에 스투코프가 파괴할 과학 시설을 털던 해적들에 의해 감염된 채로 발견되었다. 스투코프는 이후 보너스 임무 "용병 II"에서도 등장하며 여기에서 그는 몇몇 용병 단체를 고용해 적들을 해치운다. 스타크래프트 64의 비밀 임무 "부활"에서 아르타니스는 레이너가 이끄는 특수 부대를 보내 스투코프에 실험 혈청을 주입한다; 혈청은 스투코프를 감염 이전 상태로 돌렸고, 그는 씁쓸해 한다. 그러나 프로토스의 치료제의 효과는 비영구적이었고, 스투코프는 뫼비우스 재단에 연구를 위해 넘겨져 감염 재해제 실험을 목적으로 과학자에 의해 재감염되었기에 실험은 실패로 돌아갔다. 앤디 체임버스 감독은 부활이 저그의 실험으로, 메첸에 의해 스투코프의 부활 과정이 "매우 흥미로운 관심사"임을 인지하였다. 블리자드의 전 프로듀서인 빌 로퍼는 스투코프의 행보를 더 써낼 계획이었으나, 블리자드가 "확실한 행보를 구현"하기 전까지 재도입하지 않기로 결정하였다.
스투코프는 공허의 유산 에필로그에서 부활한 듀란을 상대로 한 전투에 참전하였다. 스투코프는 듀란을 처치하는 것으로 복수를 완수하였다.

### 우모자 보호령

#### 마이클 대니얼 리버티
마이클 대니얼 리버티 (Michael Daniel Liberty)는 테란 언론인으로 시간에 따라 소속을 옮겨다녔다. 그의 전 편집장인 핸디 앤더슨이 그랬던 것처럼 애칭인 "미키"로 불리는 것을 꺼린다. 리버티는 "평균의 신장과 비율을 가지고 있으며, 약간 호리호리하다" 라고 묘사되었다. 그는 어두운 금발로 흰머리가 송송 나있으며 탈모를 가리기 위해 포니테일로 덮였다. 그는 담배와 연을 맺었으나, 금연을 계속 시도하고 있다. 몇년간 프리랜스 기자로 근무하던 리버티는 얼굴에 털이 많은 것 외에도 크게 외형적으로 바뀐 점이 없다.

## 프로토스 등장인물
댈람 (Daelaam) 은 서로 다른 프로토스 분파, 부족, 계급, 그리고 진영들이 연합하여 이루어진 단체이다. 종족 전쟁 이전, 프로토스의 사회는 칼라이로 이루어진 프로토스 제국, 추방당한 네라짐, 광신도적인 탈다림, 그리고 오래 잠들었던 정화자로 나뉘어 있었다. 대전쟁과 그 이후 발발한 종족 전쟁을 거치면서, 구 조직이 무너졌고, 모든 프로토스 분파들이 본의 아니게 공동적인 생존을 위해 합쳐져 지식을 공유하고, 기술을 융합하게 되었다.

### 칼라
칼라 (Khala)는 칼라이프로토스의 교리로, 젤나가가 떠나며 발발한 "영원한 투쟁" 시점에 체제가 잡혔다. 이 사회는 4개의 계급으로 나뉜다. 칼라이 (Khalai) 혹은 "깨우친 자들"은 예술가, 공학자, 그리고 과학자로 구성되어 프로토스 사회 주류를 이루었고; 기사단 (Templar) 은 군사, 공업, 그리고 법의 집행을 위한 단체로 탐험과 프로토스 방위를 맡았으며; 계승자 (Preserver)는 역사학자, 교육자, 그리고 기록 보관자로 구성되어 통합된 칼라이의 초능력 네트워크를 유지시켰으며; 심판관 (Judicator) 은 신학자, 정치가, 그리고 법조인으로 구성되었고, 대의회가 프로토스 사회의 지배 계층을 구성하였다.

### 아르타니스
아르타니스 (Artanis)는 고위 기사 이자 군 지도자로 종족 전쟁에 처음 등장하는 등장 인물로, 소설 칼날 여왕과 황혼에도 나온다. 아르타니스의 성우는 강수진이다. 스타크래프트 설정 변경에 따라 아르타니스는 스타크래프트 시점의 프로토스 캠페인에 등장하는 플레이어 캐릭터인 것으로 신원이 확인되었다. 야심 만만한 지도자로, 아르타니스는 법무관과 집행관을 역임한 최연소 기사단원이다. 아르타니스는 태사다르를 높이 존경하고, 투철한 칼라이의 신념가이나, 네라짐과 탈다림과의 재통합에 관한 생각을 품고 있다. 아르타니스는 초반에 피닉스와 함께 아이어 방어전을 펼치다가 알다리스의 명을 받고 태사다르를 체포하기 위해 원정을 나갔다. 그러나, 아르타니스는 태사다르의 편에 서 그가 초월체를 무찌를 수 있도록 도왔다. 아르타니스는 이후 나중에 몰락하는 네라짐의 고향 샤쿠라스로 동포들을 피난시켰고, 제라툴과 함께 젤나가 사원을 이용해 샤쿠라스의 저그를 정화하는 시도를 감행하였다. 사라 케리건이 손을 쓰는 바람에 알다리스, 피닉스, 그리고 라자갈이 목숨을 잃었고, 아르타니스는 복수를 위해 함대를 이끌고 차행성에 공격을 감행하였고, 그와 동시에 행성을 침공한 자치령과 지구 집정 연합의 잔당도 케리건의 군단에 패퇴하였다. 아르타니스는 프로토스 문명을 재건하기 위해 샤쿠라스로 귀환하였고, 제라툴이 사라진 상황에서 아르타니스는 통합된 프로토스 사회인 댈람의 신관이 되었으나, 아이어 생존자들이 고향 탈환을 갈망하는 와중에 프로토스의 두 분파를 통합하는데 애로를 겪었다. 그는 자유의 날개의 종말을 예언하는 내용에 짧게 나오는데, 여기서 프로토스는 미래에 저그 군단과 혼종의 군대를 상대로 최후의 항전을 벌였다.
아르타니스는 스타크래프트 II의 3부이자 끝맺는 공허의 유산 주인공이다.
그는 프로토스의 아이어 침공 함대를 지휘하였으나, 침공 과정에서 다수의 프로토스가 아몬의 수하에 놓이게 되었다. 아몬은 칼라를 타락시켜 프로토스를 신경삭으로 지배하였다. 아르타니스는 아몬의 지배하에 놓이기도 하였으나, 제라툴이 자신을 희생하여 그의 신경삭을 잘라냈다. 이후, 아르타니스는 아둔의 창을 이용해 아이어를 떠나 아몬을 상대로 전쟁을 벌이기 위해 방랑하기 시작하였다.
아르타니스는 아둔의 창으로 샤쿠라스에 들렸는데 샤쿠라스의 대모인 보라준이 아둔의 창으로 연락을 하였고 그 연락을 받은 아르타니스는 제라툴의 죽음을 보라준에게 얘기후에 보라준의 부름에 따라 샤쿠라스 내부에 들어가 행성에 핵을 폭파시켜서 샤쿠라스를 폭파 하였다. 그 과정에 제라툴의 가르침을 듣고 혼자라는 고통을 견뎌내어 암흑기사의 힘을 얻었으며 제라툴의 검을 사용할 수 있게 되었다. 아르타니스는 카락스의 보고에 따라 정화자 프로그램이 아직도 가동 한다는것을 알았다. 그 과정에서 피닉스를 만났으며 사이브로스에 가서 정화자들에게 신뢰를 얻었다. 그때 아둔의 창으로 알라라크가 도움을 청하러 왔다. 아르타니스는 알라라크를 도와 말라쉬를 쫓아내고 알라라크가 탈다림의 군주에 올라설수 있게 도와주었다. 카락스의 연구를 통해 젤나가가 태어나고 존재하는 장소를 발견하게 되었고 거기에서 케리건을 만나고 젤나가들이 죽은 것을 발견하게 된다. 아르타니스는 아몬의 정신지배를 통해 아몬의 이야기를 들었으며 그에게 이제 새로운 육체가 생긴다는것도 알 수 있게 되었다. 아르타니스는 그의 육신을 파괴하였고 아이어를 탈취하는데 성공하였다. 아르타니스는 아이어를 다시 발전 시켜 나갔다.
그 후로 케리건에게 급한 연락을 받게 되었고, 세 종족이 같이 공허속으로 들어갔다. 그 곳에서 나루드를 만나게 되며 그를 처치후에 태사다르를 만나게 된다. 하지만 그 태사다르는 진짜 태사다르가 아닌 젤나가 오로스가 변형된 형체였던 것이 밝혀졌다. 오로스의 도움을 받아 케리건이 새로운 젤나가가 되었고 아몬을 다시 먼 공허속으로 보냈다. 아르타니스 정권아래 아이어는 다시 큰 발전을 이루게 되었고, 알라라크 군주아래 병사들은 아르타니스 기사단에 들어 올 수 있는 권한이 생겼다. 아르타니스는 제라툴의 죽음을 가슴 깊이 묻어 두었다.

#### 태사다르
태사다르 (Tassadar)는 고위 기사이자 칼라이 군인으로 집행관 지위를 맡았었다. 그는 스타크래프트와 소설 칼날 여왕에 등장한다. 태사다르의 성우는 송준석이고, 스타크래프트 II: 공허의 유산에서는 곽윤상이 그의 역을 맡았다. 암흑 기사를 경계하면서도 관심을 가진 것으로 묘사되며, 태사다르는 함대 사령관으로 저그 감염 정화를 목적으로 차우 사라 거주지를 파괴한 것으로 테란과 처음으로 접촉하였다. 그러나, 태사다르는 테란과 관계 없는 세계를 파괴하라는 명을 무시하고 저그와 교전을 펼쳤다. 저그를 그들의 본거지 차행성으로 추적한 후, 그는 암흑 기사 제라툴과 테란 제임스 레이너와 조우하였고, 이 둘과 협력한 후 자신의 초능력과 암흑 기사가 지닌 공허의 힘을 함께 부리는 방법을 알았다.
칼라이 정부는 태사다르가 암흑 기사와 접촉한 것을 반역으로 간주하였고, 저그가 프로토스 고향 아이어에 침공한 것보다 더 큰 위협으로 간주하였고, 알다리스는 아르타니스를 보내 체포하도록 했다. 그러나, 아르타니스는 피닉스와 함께 태사다르 편에 섰고, 태사다르의 추종자는 정부와 내전을 펼쳤다. 내전은 암흑기사들이 저그를 상대로 싸우는 것으로 태사다르가 증명한 것으로 종지부를 찍었다. 레이너, 제라툴, 그리고 피닉스와 동행해, 태사다르는 아이어의 저그 방어선을 돌파해 초월체에 접근할 길을 텄다. 태사다르르는 자신의 초능력 에너지와 암흑 기사의 공허 에너지를 자신의 기함에 주입해 초월체에 부딪쳤다. 충돌로 인해 방출된 에너지에 의해 초월체가 파괴되었고, 태사다르를 다른 영적 존재로 만들었다. 메첸은 이 변화를 "황혼의 메시아"로 빗대었다.
스타크래프트 II: 자유의 날개 시점에서 태사다르는 죽은 줄로만 알았던 전설적인 존재로 간주되었다. 그러나, 제라툴이 코프룰루 구역의 미래를 찾아 초월체의 시체를 수색하는 과정에서, 태사다르의 영체가 나타나 초월체가 본 종말을 미래를 보여주었다. 이 예언에서 온 은하가 타락한 젤나가 아몬이 이끄는 저그 군단과 프로토스-저그 혼종들이 파괴되는 광경을 보여주었다. 이 태사다르는 공허의 유산 시점에서 진짜 태사다르의 영체가 아니라 젤나가 오로스가 변형된 형체였던 것이 밝혀졌다.

#### 피닉스
피닉스 (Fenix)는 칼라이 군인이다. 성우는 양석정이다. 기사단원이자 태사다르와 가까운 동지로, 피닉스는 강인하고 영리한 지도자이나, 지배권을 가진 심판관 계급에 생각에 의구심을 품었다. 알다리스의 휘하에, 피닉스는 저그 침공에 맞서 아이어를 방어하는데 힘을 보탰으나, 안티오크 전투에서 다수의 저그가 압도하는 상황에 차원검이 힘을 잃으면서 중상을 입었다. 이후, 피닉스는 육체가 회수되어 불구가 된 전사들이 계속 전투에 참가할 수 있도록 하는 기계 지원 사격 유닛인 용기병에 탑승하게 되었다. 피닉스는 태사다르와 대의회와 분립하자 자신의 기사단 세력을 태사다르와 연합하였고, 이후 초월체 수비망을 무너뜨리는 공격대로 활약해 제라툴이 정신체 몇기를 사살하고 초월체에 종말을 가져다 주는데 일조하였다. 이 기간동안 피닉스는 태사다르의 테란 동료 제임스 레이너와 끈끈한 동료애를 형성했다.
종족 전쟁 시점에서, 피닉스와 레이너는 저그가 점거한 아이어에서 프로토스가 차원 관문으로 탈출할 수 있도록 뒤를 지켰다. 그들은 아크튜러스 멩스크를 따라 추적한 지구 집정 연합이 쳐들어 오기 전까지 버티다가 차원문을 통해 도망쳤고, 그 과정에서 문을 못쓰게 만들었다. 레이너, 멩스크, 그리고 피닉스는 사라 케리건과 동맹을 결성해 지구 집정 연합을 격퇴하게 되었고, 저그가 자원줄을 확보하기 위한 모리아 침공전에서 공격을 지휘했다. 그러나, 자치령 수도성 코랄에서 지구 집정 연합을 패퇴시킨 후, 케리건은 동맹군을 배신하였다. 케리건의 배신에 동요치 않았으나, 피닉스는 케리건의 군단이 그의 코랄 기지에 기습하는 과정에서 살해당했다. 스타크래프트 II 군단의 심장에서 레이너는 그가 케리건을 인간으로 돌리기 위해 애썼으나 자발적으로 재감염된 것을 보고, 피닉스의 죽음에 대해 케리건에 남은 원한을 표출했다.
피닉스는 스타크래프트 II  : 공허의 유산에서 탈란디르로 개명한다.

#### 로하나
로하나 (Rohana)는 대함선 건조를 주장한 3명의 대계승자들 중 하나이다. 아둔의 창이 재가동되었을 때, 그녀는 신관 아르타니스의 조언가가 되었다.
아둔의 창에 있는 정지장에 들어가기 전, 로하나는 강인한 프로토스로 타인이 불가능하다 생각하는 임무를 거리낌 없이 수행할 강인한 프로토스였다. 그녀는 전통에 매우 집착하며, 문제와 맞닥뜨렸을 때 많은 생각을 품었다. 정지장에서 나온 후, 로하나는 프로토스 제국 당시의 생각을 지니고 있었으며, 대대적으로 함선내 네라짐들, 테란과의 동맹, 그리고 정화자의 재각성에 대해 대놓고 부정적인 의견을 내놓았다. 그녀는 과거의 유물을 상징하며, 과거의 전통과 관습에 집착하여, 지식과 역사가 프로토스의 통합에 가져왔다는 신념 때문에 아몬이 그녀를 지배하려 함에도 불구하고 칼라와의 연결을 끊는 것을 거부하였다. 아르타니스는 아몬의 생각을 읽는 그녀의 경험과 능력을 뜻깊게 보았으나, 그녀의 구시대적 발상과 자신의 제안을 거부하는 것에 대해 지겹게 느꼈고, 조언가보다 비판가로 더 간주하였다. 결국, 그녀는 댈람의 일원임을 밝히고, 칼라로부터 자신을 단절하였고, 역사는 결국 완벽하게 기록되지 않았던 것이라고 의견을 냈다.

#### 셀렌디스
셀렌디스 (Selendis)는 종족의 통합 이후의 프로토스 군의 집행관이다. 그녀는 소설 황혼과 자유의 날개 캠페인에 등장하였고, 류점희 성우가 그녀를 연기하였다. 셀렌디스는 그녀의 종족 이념에 매우 청성심이 높고 자신의 의무를 다한다. 아르타니스의 부하로, 그녀는 암흑 기사를 자신의 전통에 위협이나 이들과 동행하기를 원한다. 셀렌디스는 저그로부터 아이어 탈환하는데 적극적으로 찬성하였다. 아르타니스가 샤쿠라스를 저그로부터 정화한 후, 셀렌디스는 아이어에서 3명의 낙오된 영웅들을 구출하기 위한 임무를 수행하였으나, 울레자즈가 난입해 이들 중 2명이 목숨이 잃었다. 당시 셀렌디스는 아이어에 낙오된 프로토스 생존자들을 걱정하였으나, 그들을 구하는 것이 불가능할 것이라 생각하였고, 그들의 존재는 비밀리에 붙여졌다. 이후, 셀렌디스는 저그와 울레자즈의 공격으로부터 엘나의 암흑 기사 기록보관소 방어전을 지휘하였고, 여기서 울레자즈가 패퇴하였다.
자유의 날개 캠페인에서 셀렌디스는 공격당한 마인호프와 아그리아의 피난민들이 정착한 헤이븐으로 군을 움직여, 불꽃으로 몇몇 거주민들을 감염시킨 저그 바이러스를 정화하는 임무를 받았다. 셀렌디스는 과거 동맹인 레이너 특공대에 격식을 차린 인사를 보냈고, 셀렌디스는 자신이 할 일에 대해 설명하고 플레이어는 그녀의 제안을 승인하거나 거절할 수 있다.
플레이어는 프로토스를 대신해 헤이븐 행성을 정화하고 감염되지 않은 피난민들을 최대한 많이 구해낼 수 있으며, 이 경우 셀렌디스는 레이너를 "프로토스의 진정한 친구"라 칭하나, 이후 그녀는 플레이어와 헤어진다.
그녀의 의견을 거절하면 레이너는 저그 치료제를 개발할 수 있다 생각하는 아그리아의 비공식적 피난민 지도자 아리엘 핸슨 편에 서게 된다. 셀렌디스는 그녀의 군대를 이끌고 모선으로 거주지를 소각하려 할 것이고, 레이너는 모선에 보호막을 공급하는 프로토스의 전초 기지를 파괴하고 이를 격추하기 위해 시도할 것이다.
모선이 격추되면 셀렌디스와 그녀의 군대가 퇴각하고, 레이너의 능력에 찬사를 보내며 거주민들에 대한 믿음이 옳기를 기원한다.
프로토스 미니 캠페인의 최종 미션에서 셀렌디스는 저그와 혼종을 상대로 한 최후의 항전에 참전하나 패하고, 태사다르에게 자신의 힘이 모자랐다고 사죄한다. 그녀는 우주모함을 타고 등장한다.
공허의 유산에서 그녀는 아이어 수복의 집행관으로 참가하나 대부분의 프로토스와 마찬가지로 아몬의 지배를 받는다.

#### 알다리스
알다리스 (Aldaris)는 프로토스 종족을 관리하는 심판관 계급의 일원이다. 성우는 이재용이다. 스타크래프트에서 그는 플레이어와 프로토스 정부 사이를 연결하는 매개인이다. 알다리스는 칼라의 광신도이며 교리의 잣대에 판단하는 것을 주저하지 않는다. 그 결과 태사다르가 암흑 기사들과 협력하는 것에 분개하였고, 이후 심판관과 기사단 계급간 내란이 발발해 태사다르를 상대로 정부군을 지휘했다. 알다리스는 태사다르를 체포해 신성모독과 반역죄로 재판에 넘기려 했으나, 태사다르는 제라툴에 의해 풀려난다. 알다리스는 이 반군이 저그의 주요 수비망을 관통하는 것을 목격하였고, 초월체와의 최종 전투에서 행운을 빌었다. 종족 전쟁에서 알다리스는 프로토스가 아이어에서 샤쿠라스로 탈출하는 시기에 마지못해 암흑 기사와 협력하였다. 그러나, 사라 케리건이 네라짐 대모 라자갈과 동맹을 맺자 알다리스는 분노하였다. 아르타니스와 제라툴이 부재중일 당시 그는 라자갈이 케리건의 정신 지배를 받는 사실을 알아챘고, 칼라이 피난민들과 반란을 일으켰다. 그의 반란이 진압되자, 심판관은 아르타니스와 제라툴에게 자신의 행위를 해명하려 했으나, 그때 케리건이 난입해 그가 폭로하기 전에 살해당했다.

#### 탈다린
탈다린 (Taldarin) 은 고대 프로토스의 용기병으로 법무관 지위를 지니고 있다. 그는 스타크래프트 64의 임무 부활 IV에 등장한다. 그는 제임스 레이너와 브락시스에서 알렉세이 스투코프의 감염을 해제하는 임무를 받았다. 현재까지, 이 외에 출현한 적은 없다.

#### 카락스
카락스 (Karax)는 칼라이 계급의 차원장인이다. 무기, 갑옷, 그리고 선박 전문가이다. 카락스는 가장 치밀한 프로토스 공학자 중 한명이다. 아몬과의 전쟁 중, 그는 노동 계급을 너머 전투에서 중요한 역할을 맡았다. 카락스는 대부분의 프로토스보다 키가 작게 뚱뚱하게 나온다. 그가 착용한 갑옷 또한 의식용보다 기능용도를 띤다. 카락스는 아이어 침공 당시 황금 함대의 일원이었다. 아몬이 프로토스를 퇴각함에 만듦에 따라, 그는 신관 아르타니스를 아둔의 창으로 인도하였고, 함선 시스템에 설명하며, 아몬이 칼라를 타락시킴에 따라 정지장의 기사단들의 신경삭을 제거하였다. 그는 이미 신경삭을 제거했으나, 그 절단 부분 끝에 기계공학적 의수를 붙여 기기 조작에 더 유용케 하였다. 카락스는 아둔의 창을 관리하며 새롭게 기사단에 합류하게 되었다.

#### 우룬
우룬 (Urun) 은 아우리가 부족의 지도자이자 신관회의 일원이다. 그는 종족의 영광을 되찾기 위해 아이어 탈환을 주장하는 강경파이다.
우룬은 자유의 날개의 프로토스 미니 캠페인 최종 미션에서 남은 프로토스와 등장하며, 혼종과 노예가 된 저그 군단을 상대하였다.

#### 아둔
아둔 (Adun) 은 프로토스 전사이자 전술가로 네라짐의 추방 직전에 기사단을 지휘했다. 모든 프로토스는 그를 영웅으로 칭송한다. 아둔의 업적은 프로토스의 문화, 언어, 이념에 큰 영향을 끼쳤다. 엔 타로 아둔! ("아둔에게 영광을!") 은 칼라이 전사들이 경례 표현이자 전투 함성이다. 네라짐의 경우 아둔 토리다스 ("아둔이 그대를 숨겨주시길")이라는 표현을 쓴다. 아둔의 성채와 아둔의 창 모두 그의 이름을 땄다. 프로토스 사이에서 아둔의 상당한 존재감을 감지한 저그는 자신의 적들을 "아둔의 자식들"로 명하였다.

#### 라사라
라사라 (Lassara)는 여성 과학자로, 칼디르에서 연구하던 와중에 시설이 사라 케리건의 저그로부터 공격받았다. 프로토스는 패하였고, 라사라는 칼디르 공습 과정에서 프로토스가 감염되지 못한다는 것을 알면서도 실험을 원했던 아바투르의 요청에 따라 생포되었다. 케리건은 라사라를 사용할 목적을 발견하기 전까지 살려 두기로 합의하였다. 케리건이 거대괴수에 복귀하였을때, 라사라는 케리건과 몇 차례 대화하였다. 케리건은 프로토스가 샤쿠라스와 교신할 경우 케리건은 살아남지 못하였을 것이라 하며 칼디르에서의 행위를 정당화하였다. 그러나, 라사라는 자신이 살기 위해 수십억의 무고한 자들을 죽였다며 말도 안된다는 반응을 보였다. 결국, 케리건은 자신의 행동을 정당화하는 것이 아니며 저그와 프로토스 모두 손에 피를 묻혔고 모두 다 학살자라며 응수하였다. 이 와중에, 프로토스가 저그 포위망을 뚫고 전령선 한척을 탈출시켰고, 라사라는 무리어미의 애벌레가 박힌채 함선에 소환되었다. 애벌레는 발각되지 않게 라사라와 함선의 다른 생명체들의 정수를 흡수해 성장하였다. 애벌레는 무리어미 니아드라로 성장하여 함선을 감염시킬 무리를 성장시키고, 함선 내 프로토스를 몰살시켰다. 케리건은 이후 라사라의 죽음에 후회를 드러냈고, 이즈샤에게 그녀를 죽인 것을 즐기지 않았다고 표의하였다.

#### 칼달리스
칼달리스 (Kaldalis)는 프로토스 광전사이며 신관 아르타니스와 가깝다. 칼달리스는 프로토스와 칼라의 역사에 자긍심이 높으나, 네라짐을 대놓고 차별하지 않으며, 그들을 추방한 것을 죄악이라 생각한다. 그는 왼쪽 눈에 흉터가 있다. 칼달리스는 대전쟁 당시 아이어로 쳐들어온 저그를 상대로 생존하였다. 이후, 그는 신관 아르타니스가 이끄는 프로토스 보호령에 들어갔다. 칼달리스는 통합된 프로토스 사회에 대한 아르타니스의 관념인 댈람 (칼라이, 네라짐, 탈다림, 그리고 정화자 문화의 통합) 에 깊은 인상을 받았다:
2차 대전쟁 후, 보호령은 아이어 수복을 위해 출병시켰다. 광전사로, 칼달리스는 아쿤델라르 ("창의 끝") 이 되기로 자원하였다. 아쿤델라르는 침공의 선봉대로 많은 사상이 발생하였다. 전투를 앞두고 칼달리스는 살록의 아르타니스와 개개인으로 면회하였다. 아르타니스는 수복 작전이 사상자 수에 걸맞는 행위일지 의심하였고, 칼달리스가 아쿤델라르에 자원한 것을 알게 되어 놀랐다. 칼달리스는 신관의 통합 프로토스에 대한 관념이 그에게 희망을 주었고, 그가 갈망하는 미래라고 주장하였다. 칼달리스는 아이어 지표면에 두 명의 광전사와 두 명의 고위 기사와 함께 지표면에 배치되었다. 그들의 임무는 수정탑을 소환하는 탐사정을 보호해, 전략 거점을 확보하는 것이었다. 저그 무리가 언덕 위해서 공습을 해왔고, 일부는 바로 아래에 잠복해 있었다. 결국, 칼달리스만이 이 공습에서 끝까지 남았다. 그러나, 수정탑이 소환될 때까지 최대한 시간을 끌었고, 칼달리스에게 광전사들이 증원되었다.

#### 카라스
법무관 카라스 (Karass)는 프로토스 고위 기사이다. 그의 초능력에 대한 통달은 전설적으로 회자되었다. 2차 대전쟁을 앞두고, 카라스와 그의 병력은 감염된 케리건을 추적해 울란을 누볐다. 그곳에서 그는 정무관 제라툴과 조우하였다. 암흑 기사는 혼종에 관한 정보를 찾고 있었다. 법무관은 케리건도 찾던 예언을 찾는 제라툴을 보내고 저그 순찰대를 남아서 상대하였다. 얼마 지나지 않아 케리건은 프로토스를 수로 압도하였다. 카라스는 제라툴에 당장 탈출할 것을 요청하였고, 법무관과 그의 군대는 목숨을 바쳐 제라툴이 탈출할 시간을 벌어주었다. 암흑 기사는 마지 못해 공허의 구도자로 돌아갔고, 카라스의 희생이 헛되지 않을 것임을 맹세하였다.

#### 탈리스
탈리스 (Talis)는 또다른 프로토스 법무관이다. 그녀는 공허의 유산 프롤로그 임무에 등장하며, 제라툴이 아몬의 군대를 꺾는데 도왔다. 그녀는 젤나가 사원을 혼종, 탈다림, 그리고 저그 공격으로부터 막아냈고, 제라툴이 떠나기 전까지 많은 수의 적들을 막아냈으나, 사망하였다.

### 네라짐
네라짐 (Nerazim) 혹은 "어두운 자들"은 칼라의 뜻을 거부했다는 죄목으로 아이어에서 추방당한 자들이다. 그들은 그림자 속에서 공격하는 전사들로, 그들은 추방당했음에도 불구하고 자신들의 동포들을 지키리라 여전히 맹세하였다. 스타크래프트 시점에서 아이어가 폐허가 되자, 네라짐을 칼라이 동포들을 자신들의 어두운 고향인 샤쿠라스로 데려와 프로토스 사회의 재건을 위해 두 사회가 합쳐졌다.

#### 제라툴
제라툴 (Zeratul) 은 네라짐의 암흑 정무관이자 주요 프로토스 주인공들 중 하나이다. 김기현 성우가 제라툴의 역을 맡았다. 명망높은 초능력의 전사이자 암살자로, 제라툴은 비밀스럽고 치밀하나, 명예롭고 자신의 종족에 충실하다. 그는 태사다르에게 암흑 기사가 지닌 공허 에너지를 사용하는 방법을 알려주어 초월체와 몇몇 정신체를 처치할 수 있었다. 초월체가 죽은 후, 제라툴은 칼라이 생존자들과 네라짐 암흑 기사간의 통합을 부축였고 사미르 듀란의 혼종에 대한 비밀을 밝혔다. 듀란이 자신의 주인을 위해 프로토스-저그 혼종을 번식시킨다는 것을 발견하자, 제라툴은 듀란의 주인과 그의 계획을 찾아 떠났고, 이는 스타크래프트 II 3부작을 통해 그의 행적이 드러난다. 자유의 날개에서, 그는 제임스 레이너에게 자신의 기억이 담긴 수정을 주어 케리건의 감염을 해제해야 되는 명분을 일깨웠다. 군단의 심장에서 그는 저그들의 고향 제루스로 케리건을 인도하였고, 듀란의 주인으로 밝혀진 타락한 젤나가이자 코프룰루 구역을 파괴하고 자신의 형상대로 바꾸려는 아몬을 막기 위해 다시 감염될 것을 조언하였다. 제라툴은 공허의 유산에도 등장한다. (본래 그가 주인공이 될 계획이었으나, 최종적으로는 아르타니스가 주인공이 되었다) 그는 초반에 등장하나 아몬의 지배를 받던 아르타니스의 신경삭을 절단하는 과정에서 목숨을 잃었다. 그는 게임스팟에서 "빛으로 이끈 어둠의 전사"이자 자신의 동족들의 "의지의 희생양"으로 묘사하였고, 인기 영웅 상위 10명중 한명으로 손꼽혔다.
제라툴의 인격은 블리자드 엔터테인먼트의 크리스 메첸이 불어넣었고, 샘와이즈 디디에와 같은 몇몇 블리자드 원화가에 의해 원화가 그려졌다. 크리스 메첸은 원판의 1편 성우를 맡은 리첼이 게임 개발 도중 작고함에 따라 프레드 태터쇼어를 2편의 원판 성우로 투입했다고 인터뷰했다. 태터쇼어는 제라툴을 놀라운 주인공으로 묘사했는데, 생존에 종횡무진하는 "다스 베이더"로 자신이 연기한 최고의 주인공이라 평했다. 게임스팟은 스타크래프트에 등장한 인물들은 "입체적이고, 다양하고 복잡한 인격을 지니고 있다."고 평가하였고, "화려한 주인공의 집합이 있으나, 비밀의 망토와 무관심에 가려져 있으나, 제라툴만큼 고귀한 영웅은 없다." 라고 덧붙였다.

#### 보라준
보라준 (Vorazun) 은 라자갈의 딸이자 네라짐 대모로, 아르타니스의 보좌관이자, 샤쿠라스의 네라짐 생존자들의 지도자이자. 그는 실력있는 전사로, 그녀의 동족에게 의무를 다한다. 윤소라 성우가 목소리를 연기하였다. 보라준은 개인과 네라짐의 문화에 대한 확고한 믿음을 지녔었다. 본래 그녀는 처음에 댈람에 자신의 동족들을 통합시켜 문화가 변화하는 것을 두려워 하였으나, 결국에는 통합된 프로토스의 이상에 찬성하였다.
보라준은 대모 자리에 오르기 전부터 아르타니스와 복합적인 관계를 맺고 있었다. 아르타니스는 처음에 그녀가 통합에 반대한다고 생각하였다. 비록 보라준은 여러 차례 반대하였으나, 그녀는 댈람의 신관으로 아르타니스를 추천하였다. 최후의 전쟁 시기에 보라준은 아르타니스를 매우 존경하였다. 샤쿠라스가 파괴되고 아르타니스가 혼자 수많은 적들을 상대한 것을 목격하고, 그녀는 아르타니스가 "그림자의 길"을 걸어 암흑 기사가 되었다고 주장하였다. 그녀는 아르타니스가 아몬의 지배 하에 제라툴을 죽인 것에 대해 자책하자 그를 위로하였다.
보라준은 제라툴이 자신의 어머니를 죽이고 네라짐을 배반했다고 탓하였다. 비록 아르타니스는 라자갈이 케리건에 타락했었다고 제라툴을 변호했으나, 그녀는 늘 제라툴을 경멸할 것이라고 주장하였다. 제라툴의 예언이 울나르로 인도하였을 때, 그녀는 제라툴이 그 누구보다 진실에 접근하였고 결국 제라툴이 젤나가 예언을 찾은 것이 프로토스에 희망을 주었다고 인정하였고, 아르타니스와 마찬가지로 그를 존경하게 되었다.

#### 라자갈
라자갈 (Raszagal) 은 샤쿠라스 네라짐들의 대모이자 보라준의 어머니이다. 성우는 엄현정이다. 그녀는 종족 전쟁에 출현하며 소설 그림자 사냥꾼에도 등장한다. 프로토스 주인공들 중 최연장자로 묘사되며, 매우 강력한 초능력을 지녔고, 프로토스 고향에서 네라짐이 추방된 사건을 생생히 기억하는 자들 중하나이다. 유년 시절, 라자갈은 암흑 기사들이 말살되는 대신 추방당하는데 그치게 한 결정적인 인물이 되었다. 종족 전쟁에서 라자갈은 제라툴과 아르타니스로 하여금 샤쿠라스의 저그를 정화하도록 하고, 사라 케리건은 임무에서 동맹으로 환대하였다. 이는 알다리스가 반란을 일으키게 만들었고, 라자갈은 결국 그의 사살을 명하였다. 케리건과 사미르 듀란은 이후 샤쿠라스에서 라자갈을 납치하였고, 그녀를 인질로 써 제라툴로 하여금 새 초월체를 처치하게 만들었다. 결국 케리간이 라자갈을 세뇌하여 일련의 사건들 배후에 있었다고 밝혔다. 제라툴은 라자갈을 데리고 차행성을 떠나려 했으나, 탈출하기 전까지 시간이 충분치 않았다. 대모가 케리건 영향에서 구제할 수 없다는 것을 깨달은 제라툴은 자기 손으로 라자갈을 죽였다. 라자갈은 죽음과 함께 케리건의 영향에서 풀려났고, 그녀는 이에 감사하면서 자신의 뒤를 이어 네라짐을 돌보아 달라고 유언을 남겼다.

#### 모한다르
모한다르 (Mohandar)는 네라짐 정무관이며, 늙은 네라짐의 지도자 겸 신관회의 일원이다. 그는 제라툴이 샤쿠라스로 복귀해야 한다고 생각한다.
2503년, 모한다르는 실종된 계승자 자마라에 대해 토론하기 위해 신관회에 참가하였다. 그들은 샤쿠라스에 없었다. 테란 여성 로즈메리 달이, 바르타닐 (아이어 생존자), 집행관 셀렌디스와 함께 회의에 참석하였다. 그녀는 프로토스의 테란 여성에 대한 편견의 대상 (사라 케리건과의 악연으로 인해 생겼다) 이 되었다. 회의 주제는 울레자즈로, 칼라이의 적이자 강력한 암흑 집정관이었다. 회의에서 모한다르는 신관 아르타니스의 결정에 거절하였다.
아르타니스는 계승자를 구출하기 위해 탐험대를 꾸리기로 결정했으나, 어떻게 시작할 지는 모르고 있었다. 그러나, 모한다르는 자마라가 향하는 곳을 알고 있었는데, 네라짐의 성역 위성인 엘나였다. 그곳은, 계승자가 없는 네라짐은 개조된 케이다린 수정에 기억을 담는 곳이었다.
모한다르는 성역에 네라짐들만을 보낼 것을 주장했으나, 셀렌디스는 소수의 기사단을 탐험대에 보냈다. 그는 제안을 받아들였으나, 그리 탐탁지 않게 생각하였다. 바르타닐 또한 동행하였고 (모한다르가 껄끄러운 대상으로 여긴) 로즈메리 달도 따라갔다. 모한다르는 프로토스가 아직도 이 테란 여성에 대해 편견을 갖고 평가한다고 짚어냈다.
그는 엘나 임무에 참가하였다. 알리사릴 (네라짐 기억이 보존되는 장소) 에 도착하였을 때 제이크 램지 (자마라의 정수를 운반하는 테란) 와 제라툴을 만났다. 후자는 떠날 준비를 하고 있었다. 모한다르는 그에게 샤쿠라스의 대의회로 돌아와야 한다고 설득하였다. 제라툴은 자신이 샤쿠라스로 돌아올 것임을 약속하였다.
모한다르는 자유의 날개의 프로토스 미니 캠페인에서 제라툴이 본 종말의 예언에 나온다. 이 시기에, 그는 제라툴과 더불어 암흑 기사단의 원로였다.
모한다르는 공허의 유산을 앞두고나온 스타크래프트 II의 단행 소설 공허의 아이들에도 등장한다. 그는 수도 탈레마트로스에서 대모 보라준과 함께 네라짐 폭도를 제압하는 과정에서 목숨을 잃었다.

#### 울레자즈
울레자즈 (Ulrezaj)는 네라짐 배신자로 칼라이 프로토스가 샤쿠라스에서 추방당하거나 몰살되어야 한다고 주장한 자이다. 그는 종족 전쟁의 DLC 캠페인인 "어두운 복수"에 처음 등장하고 소설 그림자 사냥꾼과 황혼의 주 악역이다. 엘나의 학자였던 울레자즈는 금지된 근원으로부터 정보를 획득하는 것으로 지위를 남용했다. 아이어로부터 암흑 기사가 추방한 기억에 따라, 그는 자신의 직무를 버리고 샤쿠라스에 정착한 칼라이 프로토스를 상대로 무기를 들었다. 그는 이후에 앞서 획득한 지식을 이용해 프로토스 몇명의 합체로 형성된 매우 강력한 초능력 형체인 암흑 집정관이 되었다. 테란 밀수자 앨런 셰자르와 동맹을 뱆고, 울레자즈는 샤쿠라스의 궤도 기지로 이동하였다. 울레자즈는 셰자르의 자원을 이용해 칼라이 프로토스를 공격할 저그를 변형시켰고, 한편 EMP 장치로 샤쿠라스의 전력을 무력화시켰다. 제라툴의 군대에 패하였으나, 울레자즈는 탈출에 성공한다.
울레자즈는 몇년 후 재등장한다. 그는 아이어에서 대피하지 않은 프로토스 생존자들을 조종하였다. 울레자즈는 이 프로토스들을 이용해 테란의 고고학자이자, 강력한 프로토스 계승자 자마라의 인격을 지닌 제이콥 램지를 잡을 시도를 했다. 그러나 실패하여 울레자즈는 램지를 잡으려다 고고학자가 도망치면서 자마라의 잔여 에너지가 울레자즈의 인격을 잡아 저장 수정에 담았고, 자신을 희생해 울레자즈를 가두었다.

#### 마일로스
마일로스 (Mylos)는 용맹한 암흑 정무관으로 소설 스타크래프트: 마지막 이야기에 등장한다. 소설에서 마일로스는 무리어미 자가라의 무리와 싸웠으며 아르타니스의 지휘 아래 암흑기사 20명만을 이끌고 잔존하는 야생 저그들을 섬멸하였다. 그는 엄청난 사이오닉 파워를 지녔으며 사이오닉 에너지를 녹색의 화염의 형태로써 다루는 것이 특기다. 또한 제라툴을 존경하며 현재는 신관 아르타니스의 지휘 아래 여러 가지 임무를 수행하고 있다. 모든 프로토스들이 서로를 포용해야 한다고 생각하는 박애주의자이며 또한 열렬한 아르타니스의 지지자이다.

### 탈다림
탈다림 (Tal'Darim) 혹은 "벼려진 자들" (버려진 자들이 아니다) 은 선드롭이라는 마약을 이용해 칼라로부터 단절된 광신도적인 프로토스이다. 그들은 모든 게임에서 악역으로 등장하는 세력들 중 하나로, 자신의 뜻대로 우주를 바꾸려는 아몬을 숭배한다. 그러나, 이들은 알라라크가 라크쉬르 의식에 따라 말라쉬를 쓰러뜨리고 군주가 되자 아몬의 쓰러뜨릴 것을 맹세하고 아르타니스와 동맹을 맺었다.

#### 알라라크
알라라크 (Alarak)는 탈다림의 중심 인물로 처음에는 아몬의 신봉자였다. 이주창 성우가 그를 연기하였고, 그는 공허의 유산 발매 전에 게시된 단편 소설 승천에 처음 등장하였다. 이 소설에서 그는 처음에 네번째 승천자였으며, 탈다림 의회이자 라크쉬르라는 상위 지도자를 상대로 벌이는 의식적 결투 재판 통해서만 승진 가능한 "승천의 사슬"의 하위 지도자였다. 첫번째 승천자 누로카가 군주 말라쉬와 탈다림의 지도권을 놓고 라크쉬르를 청하자, 알라라크는 처음에 중립을 유지하다 말라쉬가 패배 문턱까지 가자 그의 편에 설 것을 선언하고, 초능력을 지원해 말라쉬가 누로카를 처치하게 만들었다. 첫번째, 두번째, 그리고 세번째 승천자인 누로카, 구라즈, 제니쉬가 모두 이 전투에 참가해 사망함에 따라, 알라라크는 첫번째 승천자로 승진할 수 있었다. 그러나, 말라쉬는 알라라크를 경계하면서 그에게 배신할 경우 천천히 고문하다 죽일 것이라 경고하였다.
알라라크는 공허의 유산에서 엄청난 초능력을 소유하였고 항상 거만하고 무례하며, 사디스트적이고 독재자적인 인격을 보였다. 그는 자유에 대한 개념을 버렸고, 학살하는 능력을 제외하고는 그 어떤 능력도 존중하지 않았다.

#### 말라쉬
말라쉬 (Ma'Lash)는 탈다림 군주이다. 그는 공허의 유산과 단편 소설 승천에 등장한다. 말라쉬는 무자비한 능력을 사용해 군주가 되었다. 그는 도전자들을 죽음 문턱까지 끌고간 뒤 천천히 산채 고문하는 것을 즐겼다. 공허의 유산에서, 알라라크가 그를 상대로 라크쉬르 의식을 청하였는데, 여기서 패한 말라쉬는 구덩이에 떨어져 죽었다.

#### 지나라
지나라 (Ji'nara)는 알라라크의 승천의 사슬 바로 아래에 있는 탈다림이다.

#### 니온
니온 (Nyon) 은 탈다림 집행관으로 자유의 날개에서 레이너 특공대와 젤나가 유물 조각과 테라진을 놓고 전투를 벌였다. 그는 이후 특공대에 의해 모선이 격추당해 최후를 맞이하였다.

#### 펠라니스
펠라니스 (Felanis)는 탈다림 지도자로 조직의 숨겨진 진실을 알아냈다.

### 정화자
정화자 (Purifiers)는 인공적으로 제작된 진영이자 "궁극의 전사들"로 프로토스의 과학자들과 공학자들이 기술적 진보를 통해 만든 인격을 지닌 지적 로봇이다.

#### 탈란다르
공허의 유산에서 아르타니스의 병력은 피닉스의 기억과 인격을 복제한 정화자 로봇을 회수하였다. 이 정화자는 처음에 자신이 용기병에 탑승했다고 생각했다. 아르타니스는 자신의 오랜 동료의 인격과 재회한 것에 기쁨을 느꼈으나, 진실을 바로 말하기 보다 그가 기록보관소를 통해 스스로 자신에 대해 알아볼 수 있도록 하였다. 결국, 피닉스에 대해 더 알게 되면서, 그는 자신의 이름을 탈란다르 (Talandar) 로 개명하였다. 그는 댈람과 정화자 사이의 가교가 되어 동맹을 제안하였다. 그는 아르타니스를 따라 고향 행성을 수복하기 위한 전투에 참가했다.

#### 클로라리온
클로라리온 (Clolarion) 은 전설적인 프로토스 집행관으로, 사후에도 업적이 기사단에 전승되어 귀감이 되었다. 자신의 지위에 따라, 클로라리온은 정화자 프로그램에 참가할 것을 승인하였다. 그의 인격은 기사단의 가장 위대한 전사들을 재생산하고 보존하기 위해 로봇 껍데기에 복제되었다. 클로라리온의 정화자 로봇은 대의회에 반기를 든 후 사이브로스에 나머지 정화자들과 봉인되었다.
2506년, 최후의 전쟁에서, 댈람은 신관 아르타니스 지도 하에 정화자들을 재가동시키기 위해 사이브로스에 접근하였다. 클로라리온은 이 임무에서 정화자들의 지도자이자 대변인이었고, 기지 내의 저그들과 교전할 것을 정화자들에게 명하였고, 이후 사이브로스가 궤도를 돌던 삼림 위성 엔디온의 표면을 정화하였다. 전투 후, 아르타니스는 정화자에게 아몬과의 전쟁을 위해 댈람에 합류할 것을 제의하였다. 클로라리온은 그의 진심에 의문을 제기하였고, 탈란다르가 그의 대변해 줄 것을 부탁하면서 조건부 동맹을 결성하였다.

## 저그 등장인물
저그 군단 (Zerg Swarm) 은 진화하는 군체이다: 생체학적으로 발달된 포식기생-절지동물형 종들의 무자비한 집합체이며, 본능적인 "적응하거나 도태되거나" 의식에 따라 움직인다. 화산 행성 차행성이 군단의 코프룰루 구역 "주 군락지"이다. "유전적 완벽함"을 쫓으며, 저그는 은하 곳곳의 진보된 종들을 동화시켜, 유용한 유전 계통을 융합한다. 저그의 바이러스는 몇분만에 빠르게 흡수, 변형, 적응, 그리고 퍼진다. 그들은 가장 적대적인 환경에도 적응하며 이 과정에서 우성적 변종을 형성한다. 이들은 끊임없이 쉴새없이 공격에 투입되어 적을 압도하며 "군단"으로 불린다: 군단에게 있어서, 적 하나를 동화시키기 위해 수천마리를 희생하는 것도 큰 문제가 아니다.

### 칼날 여왕의 저그 군단
군단은 케리건의 지배 하에 종족전쟁 말기 재통합되었다. 군단의 정신체가 이후 제거되었으나, 차행성 혈족과 같은 혈족들이 남았다.

#### 사라 케리건
사라 케리건(영어: Sarah Kerrigan)은 사실상 저그 군단의 지도자이며 무리어미 자가라를 자신의 오른팔로 두고 있다. 소연이 그녀의 성우를 맡았다. 케리건은 스타크래프트 시리즈 전체의 주인공을 담당한다.
스타크래프트 시점에서 그녀는 아크튜러스 멩스크의 테란 유령 요원으로, 강력한 사이오닉 능력을 가지고 있었다. 하지만 그녀는 뉴 게티스버그에서 멩스크에게 배신당해 저그한테 버려졌고, 이후 저그에 감염되어 당시 신원이 밝혀지지 않은 아몬의 지배하에 놓인 강력한 초능력자가 되었다. 초월체의 사망으로 케리건은 어느정도 독립성을 되찾게 되었고, 자신을 반대하고 지배하려는 세력을 공격하였고, 결국 저그 군단의 지배권을 가져가게 되었다. 4년 후, 케리건은 젤나가 유물을 찾아 자치령을 침공하였다; 그러나 이 유물은 뫼비우스 재단의 의뢰를 받은 레이너 특공대가 가져갔고, 이들은 유물을 조립해 케리건의 감염을 해제하고 아몬의 지배에서 그녀를 해방시켰다. 감염 해제후, 케리건은 아크튜러스 멩스크의 집요한 추적을 받았으나, 아크튜러스의 자치령 군대를 성공적으로 따돌렸다. 제루스에서 자발적으로 원시 저그로 재감염된 후, 케리건은 원시 칼날 여왕으로 다시 태어났고, 저그 군단을 성공적으로 재결합한 후, 레이너 특공대의 도움을 받아 코랄 행성의 자치령 수도 아우구스트그라드를 급습하였다. 제임스 레이너의 도움으로 우위를 점하며, 아크튜러스 멩스크와 궁전에서 벌인 후, 아크튜러스의 몸에 초능력 에너지를 과부화시켜 폭발로 숨통을 끊었다. 그녀는 승리 후, 군단을 재결집해 아몬을 찾아 떠났다.
제라툴에 의하면, 케리건은 젤나가 예언에 큰 영향을 미쳤고 저그, 프로토스, 그리고 혼종과 관련 있었다. 군단의 심장에서 케리건만이 타락한 젤나가 아몬을 맞설 수 있을 정도로 강력하다는 것이 밝혀졌으나, 어떻게 맞설 것인지는 알려지지 않았다. 본래 일회용 등장인물로 쓰일 계획이었으나, 이후 의도가 바뀌어 케리건은 시리즈 내의 주요 인물이 되었다. 원판의 1편 성우인 톨큰 캠벨은 케리건의 변화를 "선녀에서 악녀로의 변화"라고 케리건을 묘사하였고, 감염된 케리건은 그리스 신화에 나오는 고르곤 세 자메들 중 메두사에서 모티브를 땄다. IGN은 케리건을 가장 인상적인 전자오락 악역 목록의 5번째에 올려놓았고, 게임스팟은 케리건을 전자오락 최고의 악역으로 지목하였다.
공허의 유산 시점에서, 케리건은 아르타니스와 손을 잡고 젤나가의 고향 울나르를 조사하였다. 아르타니스가 프로토스의 고향 아이어를 수복한 후, 케리건은 초능력으로 레이너와 아르타니스를 호출해 공허 속의 아몬을 영구적으로 처치하기 위해 소집한다. 테란 자치령/저그 군단/댈람 프로토스는 3종족 연합으로 공허에 처들어갔고, 제라툴의 케리건에 대한 예언이 완전히 실현되었다: 오직 동료 젤나가만이 아몬을 처치할 수 있었고, 케리건만이 승천할 수 있었다. 나머지 함대와의 연합으로 케리건은 자신의 초능력 에너지로 공허의 아몬을 처치하는데 성공하였다. 이 사건 이후, 케리건은 레이너에게 인간 형태로 돌아온 뒤 사라졌다.

#### 무리어미
종족 전쟁 종전부터 케리건이 차행성에서 패하기 전까지, 케리건은 무리어미 (Broodmother) 라는 한 무리를 이끌 수 있는 강화형 여왕을 만들어냈다. 기존의 여왕들은 진화하고 강한 의지를 가진 자에게 복종만 하도록 용도가 잡혀 있었으며, 이는 케리건이 없어질 경우 큰 문제가 될 수 있었다. 무리어미는 무리 지배권을 분산시켰다. 케리건은 그에 따라 이들을 추적해 복속시켜야 했다. 종족 전쟁이 끝나면서 남은 정신체들을 숙청한 후, 케리건은 강력하고 지능적인 무리어미들을 만들어 군단에서 정신체의 역할을 대신 수행하게 만들었다. 케리건은 무리어미들에게 "싸우고, 정복하고, 강해지고 이끌 의지를 가져라" 하고 명령하였다. 중앙집권 체제를 개편하여, 케리건은 저그 군단이 지도자 없이도 생존 가능도록 바꾸었다. 무리어미가 이끄는 세력들 중 가장 강력한 세력은 자가라의 무리로, 자가라가 이끈다. 케리건이 패하여 차행성에서 감염이 해제된 후, 자가라의 무리는 그곳에 남아, 산성 늪지대에서 대량의 알들을 수색하였다. 비록 호러스 워필드 장군이 행성에 남아 저그를 몰살하는 임무를 수행하였으나, 나머지 무리가 몰살당하는 상황에도 이 무리는 생존하였다. 자가라의 임무는, 케리건이 차행성으로 돌아가 자가라를 복속시켜 케리건 휘하에 두면서 중단되었다.

##### 자가라
자가라 (Zagara)는 저그 무리어미이자, 케리건의 오른팔이며, 자가라의 무리의 지도자이다. 칼날 여왕의 부재 기간동안 자가라는 자신의 지도 하에 군단을 재결집하려 노력했다. 그는 차행성의 야생 저그들을 그녀의 편으로 돌려놓았고, 호러스 워필드 장군의 학살로부터 생존하였다. 그러나, 그녀의 전술로 승리하기에는 역부족이었다. 케리건이 차행성에 돌아오자, 인간으로 감염 해제된 그녀를 상대로 자가라는 군단의 지배권을 놓고 경합하였고, 결국 무리 전체를 지배하기에는 부족한 것으로 확인되었다. 케리건에게 패하자, 이 무리 어미는 용서받고 케리건의 저그 군단의 일원에 재합류했다. 그녀의 군단 통솔권은 케리건이 젤나가로 승천하게 됨에 따라 다시 얻어냈고, 저그 군단은 모두 자가라의 휘하에 놓이게 되었고, 케리건의 가르침과 아바투르의 진화 실험을 통해 새 "칼날 여왕"이 되었다. 그녀는 에필로그에 등장해, 테란, 프로토스, 그리고 아몬의 혼종 군대와의 전투로 손실을 입은 군단을 재건하기 위해 저그 군단의 안식처로 쓰일 장소들을 확보했다.

##### 니아드라
기모의 니아드라 (Niadra)는 저그 무리어미이자 니아드라의 무리의 지도자이다. 그녀는 칼디르의 프로토스들과의 전투 중에 사라 케리건에 의해 만들어졌다. 그녀는 행성을 탈출해 샤쿠라스로 이동하려는 함선에서 프로토스가 황금 함대와 연락하는 것을 막았다. 이들의 생존을 막기 위해 케리건은 인질로 잡힌 프로토스 과학자 라사라에 기생 애벌레를 주입하였고, 차단막을 거두어 프로토스 쪽으로 라사라를 다시 소환할 수 있게 만들었다. 함선으로 소환한 후, 라사라는 기사단에 경고하려 했으나, 기생 애벌레가 깨어나와 그녀를 죽였다. 얼마 지나지 않아, 이 애벌레는 프로토스 함선에 승선한 생명체들을 감염시키고 증기 배출구 안에 숨으면서 안전한 장소로 들어가 무리어미로 성장하였다. 케리건은 그녀에게 니아드라라는 이름을 지어주고는 승선한 프로토스를 몰살하라는 목표를 주었고, 그녀는 자신이 낳은 저그 군단의 도움으로 목표를 달성하였다. 함선의 차원 추진기를 파괴한 후, 니아드라와 그녀의 무리만이 함선에 남게 되었으나, 케리건이 초능력적인 연결을 끊었다. 몇가지 선택이 남은 상황에서, 니아드라는 칼날 여왕의 마지막 지시를 따라 생존하고, 무리를 성장시키고, 프로토스를 없애기로 결정하였다.

##### 로카르
로카르 (Rokarr)는 저그의 무리어미이자, 로카르의 무리의 지도자이다. 그녀의 무리는 시그마 센타리 정거장에 위치한 테란 자치령 요새를 파괴하려 시도하였으나, 교착 상태에 빠졌다. 로카르는 야생 무리군주를 공격하라는 명령을 내렸고, 이들의 정수는 무리군주를 진화할 수 있게 만들었다. 무리군주는 자치령 요새를 손쉽게 무너뜨렸다.

##### 나크툴
나크툴 (Naktul) 은 저그의 무리어미이자 나크툴의 무리의 지도자이다. 나크툴과 그녀의 무리는 2차 대전쟁 와중에 분열될 당시 파에톤에 주둔했었다. 테란 자치령은 드라켄 파동표를 레이너 특공대와 이들 동맹이 자치령의 XT39323 공격 이후에 재결합할 약속 지점의 지표면에 배치하였다. 차행성 전투 이후로 감염이 해제된 사라 케리건은 포를 파괴하기 위해 접근하게 되었고, 나크툴은 아직도 케리건을 "칼날 여왕"으로 섬겼고 즉시 지원하였다. 케리건은 이 지지에 불편한 감정을 표출하였으나, 무리의 도움을 받아들여 무리로 하여금 포를 부수게 했다. 그녀가 일찍이 지지를 표하였으나, 나크툴은 케리건의 군단이 코랄 공습이 임박했을 때 마지막으로 합류하게 되었다. 나크툴은 배반자 남은 무리어미들의 대표로써 군단에 접촉하여 군단에 재합류할 의사를 표의했다. 케리건은 재합류를 위한 시험으로 구역 곳곳에 파견되어 적 요새를 파괴하라는 임무를 내렸다.

##### 킬리사
킬리사 (Kilysa)는 저그의 무리어미이자 킬리사의 무리의 지도자이다. 킬리사가 군단 재합류를 요청하였을때, 사라 케리건은 그녀에게 재합류를 위한 시험으로 미스태프 IV 행성을 파괴하라는 명령을 내렸다. 코랄 침공 당시 킬리사와 그녀의 거대괴수들은 포위망을 형성해 코랄 행성계로 자치령 함대의 지원을 차단하였다.

##### 나파시
나파시 (Nafash)는 저그의 무리어미이자 나파시의 무리의 지도자이다. 군단을 강화하고 진화시켜 극한의 환경에 적응 할 수 있도록 만들기 위해, 사라 케리건은 나파시와 그녀의 무리를 보내 칼디르를 감염시키게 했다. 케리건의 감염이 해제된 후, 나파시는 자신의 군단을 형성하려는 움직임을 보였다. 군락지를 세운 후, 나파시는 얼음 계곡쪽으로 이동하였다. 프로토스가 공격하자, 나파시는 후퇴하여 방어태세를 갖추려 했다. 프로토스는 그녀를 추적해 처치했다.

##### 라일로스
라일로스 (Ryloth)는 저그의 무리어미이자 라일로스의 무리의 지도자이다. 2차 대전쟁 당시 그녀는 사라 케리건이 제루스에서 돌아오기 전까지 대규모 무리를 유지하였다. 그녀는 군단 재합류를 요청하였고, 케리건은 시험으로 그녀에게 존투르 II의 자치령 조선소를 공격하라는 명령을 내렸다. 그녀의 무리는 마렉 V에서 프로메테우스 중대에 궤멸당할 뻔 했으나, 케리건의 무리에 의해 구조되었다.

#### 이즈샤
이즈샤 (Izsha)는 저그 조언자이자 사라 케리건의 부관이다. 그녀는 특별한 저그 주인공들 중 하나이다. 이즈샤는 케리건의 인격을 표본으로, 케리건의 냉정함과 군단의 야생적 본능 사이에 서 있다. 그녀는 초월체의 의식을 따르나, 이성적 인격을 가지기도 했다. 처음에, 케리건은 그녀에게 자신의 생각과 계획을 보관하려 했다. 케리건은 최소한 한번 이즈샤에게 수원지에 초변이 바이러스를 주입해 행성을 감염시키는 임무를 맡겼었다. 이즈샤는 감염이 해제된 케리건과 재회한 후 군단에 재합류했다. 그녀는 조언자로써, 그녀의 무리가 지휘하는 거대 괴수에 붙어 칼날 여왕 당시의 케리건의 기억을 다시 불러내어 군단을 재건케 하였다.
아바투르가 본래 "악"을 상징하는 것이었다면, 이즈샤는 인간성과 잔악함 사이의 중심을 상징했다. 아바투르와 달리, 이즈샤는 플레이어들이 말하고 관계를 맺고, 케리건과 감정을 나눌 수 있는 얼굴을 가졌다.

#### 아바투르
아바투르 (Abathur)는 특별 초지능적인 저그로 다수의 저그 종들을 만들어냈다. 그는 저그 군단의 진화 군주이자 군단이 지닌 모든 유전의 보관소 역할을 한다. 거만하고 참을성이 없는 아바투르는 종다양성을 추구하며, 멸종을 경멸하며, 본능적으로 다르거나 요상한 물체를 "섭취"하기를 원하는데, 이로써 특성을 흡수하고 배열하며 이해할 수 있기 때문이다. 아바투르는 자신의 성격에 충실하고 유전자에 지속적으로 집착하며 배열을 실험하고 군단의 적들을 연구한다. 그는 생명체를 섭취함으로써 자신의 일을 하고 유전자 배열을 분석하게 된다. 아바투르는 유전 물질 원본을 지각할 만한 존재로 보지 않는다.
'순수'의 추구에 관한 저그 정신을 지니며, 이에 종교마냥 숭상한다. '완벽'의 추구를 통해 저그는 진화와 경쟁에 있어 안정적인 상태에 놓인다. 이 '신념'에 대한 핵심은 저그가 더 이상 진화가 필요가 없을 때의 상태에 있으며, 진화된 형태는 어느 상황에서든 적응할 수 있어 변화가 불필요한 상태에 있다. 아바투르는 초월체의 본능을 받아들여 저그 군단이 충족시키기 어려운 "진정한 완전성"을 갈망하는데, "완벽은 없음. 완벽이라는 목표는 계속 변함. 멈추지 않음. 따라갈 수 있지만, 붙잡을 수 없음."이라는 의견을 냈다. 대신 아바투르는 이러한 "의도"가 저그를 강하게 만드는 원동력이라 믿는다. 아바투르는 이끌어 줄 의지가 없으면 그가 초월체가 죽은 이후의 행보처럼 "야생 저그"는 짐승보다 하등한 존재에 불과하다고 덧붙였다. 아바투르는 저그 종의 지속에 책임을 전담하고 있다. 그는 종의 독립적인 생존을 실험하며, 유전적 퇴화나 진화적 퇴화를 용납하지 않는다.

#### 감염된 스투코프
알렉세이 스투코프의 감염된 형태는 스타크래프트 II: 군단의 심장에 등장하며 강구한 성우가 그의 역을 맡았다. 사라 케리건이 제루스에서 변화한 후, 스투코프는 그녀와 연락해 스카이거 기지에서 시행되는 실험에 대해 알렸다. 고대 변신술사 "에밀 나루드"와 그의 혼종 군대가 궤멸된 후, 스투코프는 군단의 일원이 되었다. 알렉세이 스투코프는 스투코프의 무리의 지배권을 가져갔는데, 이 부대는 감염충, 감염된 테란, 그리고 변형체로 구성되어 있었다. 코랄 전투에서, 스투코프의 무리는 자치령 참호를 공격하였다.
스투코프에 의하면, 그는 뫼비우스에 잡혀 재감염된 후 탈출하였고, 이 재단이 비밀리에 아크튜러스 멩스크의 요청 하에 프로토스-저그 혼종을 번식시킨다는 사실을 알아냈다. 비록 그는 혼종이 아니나, 프로토스와 저그 능력과 성질의 융합 형태를 지니고 있었으며, 이는 프로토스의 감염 해제 혈청에 노출된 결과로 추측된다. 혼종을 번식시키는 연구실이 파괴된 후, 그는 목적도 없으며 지구로 감염된 테란의 형체로 돌아갈 수 없다는 것을 깨달았다. 케리건은 그에게 결정을 내리기 전까지 군단 내의 한 무리를 지도할 수 있게 제의하였고, 스투코프는 그녀의 결정에 동의해 끝까지 군단과 동행하였다.
스투코프는 스타크래프트 II: 공허의 유산의 공허 침공 작전에도 참가하였다. 이 침공전에서, 스투코프는 고대 변신술사를 처치해, 종족 전쟁 (당시 그는 전 연합 동맹의 형체로 변장한 고대 변신술사에게 죽임을 당했다.) 때 진 빚을 되갚아 주었다.

#### 데하카
데하카 (Dehaka)는 제루스의 원시 저그 무리 지도자로 적응과 그가 "정수"라고 부르는 유전 물질 수집에 집착한다. 데하카에 의하면 "정수"는 도태로부터의 생존 방법이라 말한다. 데하카는 제루스에 군단이 돌아오기 전에 자신의 큰 오른팔을 잃었다. 이는 사라 케리건이 다른 원시 저그 무리 지도자를 제압한 장소에서 발견되었다. 그는 제루스에 방문한 자들이 주르반을 깨운 것을 보았고, 케리건이 원시 저그화 되는 것을 목격하였다. 데하카는 케리건을 가장 강력한 저그 무리의 지도자로 보았다. 케리건이 새로운 "정수"를 찾아줄 것이라는 믿음에 그와 그의 무리는 군단과 동맹을 맺는 것으로 방문객을 환영하였다. 데하카는 동맹을 거절하고 "적응"을 선택한 주르반과 다른 저그 무리의 지도자들과 무리들처럼 케리건에게 박살나지 않게 됨에 따라 그의 예상은 옳았다. 케리건은 이후 데하카와 대면했는데, 데하카는 주르반이 그녀를 배신할 것이라고 예측했었다. 데하카는 이를 부인하지 않았고, 이에 "하나는 죽고 하나는 더 강해진다."라고 대답하였다. 데하카는 이후 저그 군단과 동행하였다.

### 초월체의 저그 군단
초창기 저그 무리들은 초월체에 의해 조직되었고, 각 무리들은 정신체들이 관리했다. 무리는 한가지 특정 목적으로 움직였는데, 이는 거대 세력과 종 다양성을 가져다 주었다. 테란은 대전쟁 당시 참전한 무리 명칭을 지구 신화에 나오는 괴물들의 이름에 따라 명명하였다. 지휘 목적의 무리는 초월체의 보호와 군단에 동화시킬 새 종을 수색하는 것이다. 이 무리들은 불가피한 상황이 아니면 최전방 전투를 하지 않았다. 지휘 목적을 가진 무리로는 티아마트 무리, 발로그 무리, 펜리스 무리가 있었다. 타격 목적의 무리는 군단의 최전방 부대를 맡았고, 이들은 세계를 정복하고 점령하기 위한 목적으로 만들어졌다. 이 목적을 지닌 무리들은 군단 내에서 세력이 컸다. 공격형 무리로는 가름 무리, 요르문간드 무리, 그리고 수르투르 무리가 있었다.

#### 초월체
초월체 (the Overmind)는 저그 군단의 군체의식에 중심을 차지하며 젤나가의 저그 실험에 의해 하나의 자아를 가진 개체로 조작되었다. 스타크래프트의 악역으로, 곽윤상이 그의 성우를 맡았다. 초월체는 조작 당시, 비밀리에 타락한 젤나가 아몬의 노예가 되었고, 이들은 프로토스를 멸하는 것과 저그의 군체 의식으로 엮으라는 명을 받았다. 초월체는 젤나가를 의식하였고, 자신의 주인을 공격해 동화시켰다. 이에 따라, 초월체는 프로토스의 존재를 파악하고 젤나가에 조작된 그 종족을 동화시키기로 결정하였고, 이로써 완전한 윤회를 이룰 수 있다 믿었다. 프로토스를 이기기 위해, 초월체는 초능력 잠재력을 지닌 테란을 동화시키기 위한 목표로 잡았다. 그는 저그를 어두운 주인의 속박으로부터 해방시킬 무기인 사라 케리건도 사로잡아 동화시켰다. 저그와 프로토스는 이후 다수의 테란 세계에서 교전하였고, 결국 제라툴이 정신체 자스를 암살하는데 이르렀다. 자스의 사망 순간 초월체와 제라툴의 의식이 잠시나마 연결되었고, 이로써 초월체는 프로토스의 모성 아이어의 위치를 파악하였다. 초월체는 즉시 아이어 침공을 개시하여 행성 표면에 자신을 강림시켰다. 아이어에서의 오랜 기간의 소모전 끝에, 태사다르는 공허 에너지를 이용해 초월체에 직격하였고, 초월체는 분해되었다.
비록 더 이상 주요 등장 인물로 등장하지는 않지만, 초월체의 잔당은 스타크래프트 II에서도 등장한다. 제라툴은 예언 조각들을 모아 울란에서 자쿨의 계승자들에게 해석을 받았고, 제라툴은 "거대한 탐욕"을 저그 초월체라 생각해 아이어로 이동해 초월체의 껍데기에 남은 기억을 찾아다녔다. 탐사 과정에서 제라툴은 태사다르의 영체를 목격하였고, 이 영체는 초월체가 가진 칼날 여왕, 혼종, 그리고 초월체가 본 케리건 사후의 미래에 대한 핵심 정보를 제라툴에게 넘겼다. 케리건과 함께 게임프로는 초월체를 전자오락 최고의 악역 8위에 이름을 오려놓았다.

#### 정신체
정신체 (Cerebrate)는 저그 군단에서 두번째 서열로 있는 존재로 각 저그 무리들을 통솔하며, 지휘 체계에서 독자적인 전술적 역할을 맡는다. 초월체와 더불어 초월체만이 저그 내에서 자아 의식과 인격을 지니지만, 초월체에 무조건 복종해야 한다. 정신체는 사망할 시 초월체에 의해 부활될 수 있으나, 암흑 기사의 공허 에너지에는 무용지물이다. 초월체가 사망할 경우 해당 정신체 휘하의 무리는 관리할 수 없게 되며, 야생 상태가 된다.

#### 다고스
다고스 (Daggoth)는 전체 저그 군단의 전쟁 조직에서 원수 위치를 맡았다. 고위 정신체로, 다고스는 타고난 전술적인 능력을 지니며, 저그 군단에서 가장 강력한 무리인 티아매트 무리 (Tiamat Brood)를 지휘했다. 다고스는 정신체들 중 가장 강인하며 사납다. 그는 스타크래프트 저그 캠페인에서 플레이어에게 조언을 던져주며, 케리건이 변화하는 와중에 군대를 보내 지원했다. 다고스는 초월체를 보호하는 임무를 지녔다. 초월체가 죽은 시점에서, 다고스는 분열한 저그 무리들의 지휘권을 잡았고, 그에 반대하는 배반 저그 무리를 숙청했으며, 몇 기의 정신체가 뭉쳐 새 초월체를 형성케 하였다.

#### 자스
또다른 주요 정신체로는 자스 (Zasz) 가 있는데 그는 가름 무리 (Garm Brood)의 선봉대를 지휘한다. 영리하지만 지도자에 의구심을 가진다. 케리건은 자주 자스와 그녀의 본능적이고 무리에 반하는 행동으로 충돌을 빚는다. 초월체는 케리건이 확고한 충성심을 가졌다며 안심하지만, 자스는 여전히 의구심을 품었다. 그러나, 태사다르가 케리건의 무리의 주의를 끄는 와중에, 자스가 제라툴에 의해 암살당했다. 자스의 죽음으로 초월체와 제라툴은 정신적으로 연결되었고, 초월체는 아이어를 찾았고, 반대로 제라툴은 저그의 근원을 찾았다. 자스가 케리건에 한 마지막 발언 "넌 우리 종족 모두의 재앙이 되겠구나!"는 종족 전쟁 시기에 케리건이 권력을 휘두르게 되면서 적중한 예언이 되었다. 아이러니하게도, 제라툴은 초월체와의 정신적 연결을 통해 자스의 죽음이 케리건으로 하여금 젤나가 아몬으로부터 종말을 막을 마지막 희망임을 밝혔다.

#### 다른 정신체들
폭동에서는 나르길 (Nargil) 과 아우자 (Auza) 라는 다른 정신체가 둘 더 등장한다. 펜리스 무리 (Fenris Brood)의 지도자이자 탐색과 추적의 목적을 담당하는 나르길은 적의 통신망을 가로채 폭동의 저그 캠페인에서 진행자에게 전술적 조언을 한다. 아우자는 인큐버스 무리 (Incubus Brood)의 지도자로 정찰을 맡았으며, 테란 반군 사이오닉 능력자에 동화를 시도하였으나, 역으로 이 사이오닉 능력자에 정신을 지배당했다. 그 결과 초월체는 아우자를 처치하게 되었다. 응보에서는 세니스 무리 (Sennith Brood)의 자르길 (Zargil) 이 등장하는데 그는 초월체의 명을 진행자에게 전달하는 감독관이다. 다른 다수의 정신체들이 새 초월체의 죽음 이후에도 시리즈에 등장하는데, 멧젠은 남은 정신체들이 주인 없이 살아갈 수 없다는 문제로 인해 케리건에 모두 숙청 당해 이들의 세력이 그녀 밑으로 들어간 것으로 해명되었다.

### 노예화된, 야생, 그리고 배반자 저그
저그 무리는 지배의 중심 인물에 큰 영향을 받는다. 분열 이전의 군단은 정신체들이 이 역할을 하였다. 그러나, 정신체를 다른 존재로 대신할 경우 무리 혹은 대규모 저그를 군단에 속하지 않은 요원이 지배할 수 있다.
종족 전쟁 당시, 지구 집정 연합의 원정 함대는 새로운 초월체를 차지해 사라 케리건 통제 밖의 저그들을 지배하였다. 지구 집정 연합의 노예 무리는 잠시나마 지구 집정 연합이 구역 내에서 최강 세력으로 군림하는데 큰 역할을 하였다.
알란 셰자르는 케이다린 수정으로 정신체 하나와 그 휘하 무리를 지배하였다. 울레자즈 또한 케이다린 수정을 이용해 같은 방식으로 저그를 지배하였다.
"독립된" 무리들은 초월체의 죽음으로 인한 격변으로 인해 생겨났다. 일부는 용병으로 고용되었다.

#### 새로운 초월체
종족 전쟁 시기에 몇기의 정신체가 뭉쳐서 새로운 초월체가 만들어졌다. 이 새로운 초월체는 완전히 성숙한 적이 없었고, 그에 따라 본래 초월체에 비해 힘이나 지능이 부족하였고, 훨씬 약했다. 비록 암흑 기사의 공허 에너지만이 이를 죽일 수 있었지만, 이에 대한 첫 강습으로 인해 휘하의 무리가 활동이 정지되기도 하였다. 이후 새로운 초월체는 지구 집정 연합에 포획되어 약이 주입되었고, 휘하의 군단은 지구 집정 연합의 군대를 지원해 코프룰루 구역을 지배하는데 사용되었으나, 결국 제라툴에 의해 처치되었다.

## 젤나가 등장인물

### 아몬의 군대
아몬은 스타크래프트 시리즈의 최종 보스이다. 그는 타락한 젤나가와 프로토스-저그 혼종의 뒤에 있는 주모자로 묘사된다. 그의 궁극적 목표는 그의 숙주 육신을 창조하여 무한의 순환을 깨는 것이다.

#### 아몬
아몬은 스타크래프트 시리즈의 최종 보스이다. 타락한 젤나가이고, 프로토스와 제라툴을 조작하여 현재의 모습으로 만들었다.

##### 망각의 속삭임
어두운 목소리로 등장한다.

##### 공허의 유산
프로토스가 아이어 수복 작전을 펼칠 때 칼라를 오염시켜 수하로 만들었고 혼종과 함께 우주를 파괴하려 했으나 프로토스 테란 저그에 의하여 공허 속으로 보내졌다

### 듀란, 나루드

##### 사미드 듀란으로서의 모습
지구집정연합(UED)에서 듀갈 장군을 속여 스투코프를 죽이고 저그에 감염된 척을 하고 프로토스의 전력망을 뚫고 라가갈을 납치해 간 큰 공을 세우고 아몬 밑에서 혼종을 만들고 있다는 큰 힌트를 남긴다

##### 에밀 나루드로서의 모습
뫼비우스 재단에서 연구를 목적으로 감염에서 풀려난 스투코프를 데려와 재감염시키고 레이너 특공대에게 젤나가 유물 수집을 요청한다

##### 공허 속에서의 모습
캐리건에게 죽은 후 공허 속에서 살아난 나루드는 감염된 스투코프가 복수하여 사망한다

### 오로스
공허의 유산에서 태사다르의 모습으로 나타나 제라툴과 아르타니스에게 깨달음을 주고 공허 속에서 캐리건에게 정수를 주어 캐리건이 젤나가가 되어 타락한 젤나가 아몬을 처리하게 도움을 준다.

### 사라 케리건
사라 케리건은 위에서도 설명하였듯이 테란에서 저그, 저그에서 테란, 테란에서 원시 저그, 원시 저그에서 젤나가로 바뀌고, 아몬을 상대하여 처치하였다.

### 어둠 속의 목소리
어둠 속의 목소리는 스타크래프트 외전 소설에 등장하는 인물이다. 어둠 속의 목소리는 타락한 젤나가 아몬과는 다른 인물이며, 어둠 속의 목소리는 젤나가가 아닌 다른 공허 속의 존재이다. 어둠 속의 목소리는 젤나가들과의 싸움에서 져서 작은 소행성애 봉인되었다. 그 후, 뫼비우스 재단의 직원들이 실수로 봉인을 풀어서, 어둠 속의 목소리는 봉인에서 풀어졌다. 그 후 암흑 기사 자이탈을 죽이고, 그의 친구였던 암흑 기사 아지마르에게 신은 오직 하나이고, 젤나가들은 가짜 신이라고 말한다.

## 같이 보기
- 디아블로의 등장인물 목록 - 같은 회사의 게임인 디아블로의 등장인물 목록
- 워크래프트의 등장인물 목록 - 같은 회사의 게임인 워크래프트 등장인물 목록
- 오버워치의 등장인물 - 같은 회사의 게임인 오버워치의 등장인물 목록

## 참고 문헌
- DeCandido, Keith (2006년 11월 28일). 《스타크래프트 유령: 노바》. New York: Simon & Schuster.
- Dietz, William (2010년 4월 6일). 《스타크래프트 II: 천국의 악마들》. New York: Simon & Schuster.
- Golden, Christie (2007년 5월 22일). 《스타크래프트 암흑 기사단: 계승자》. New York: Simon & Schuster.
- Golden, Christie (2007년 11월 27일). 《스타크래프트 암흑 기사단: 그림자 사냥꾼》. New York: Simon & Schuster.
- Golden, Christie (2009년 6월 30일). 《스타크래프트 암흑 기사단: 황혼》. New York: Simon & Schuster.
- Grubb, Jeff (2001년 3월 1일). 《스타크래프트: 자유의 십자군》 The StarCraft Anology판. New York: Simon & Schuster.
- McNeill, Graham (2008년 12월 30일). 《스타크래프트: 멩스크》. New York: Simon & Schuster.
- Mesta, Gabriel (2001년 7월 1일). 《스타크래프트: 젤나가의 그림자》 The StarCraft Anology판. New York: Simon & Schuster.
- Neilson, Micky (2000년 12월 18일). 《스타크래프트: 반란》 The StarCraft Anology판. New York: Simon & Schuster.
- Rosenberg, Aaron (2006년 6월 1일). 《스타크래프트: 칼날 여왕》. New York: Simon & Schuster.
- Underwood, Peter; Roper, Bill; Metzen, Chris; Vaughn, Jeffrey (1998년 3월 31일). 《스타크래프트 (공식 매뉴얼)》. Irvine, California: Blizzard Entertainment.
- Underwood, Peter; Roper, Bill; Metzen, Chris (1998년 11월 30일). 《스타크래프트: 종족 전쟁 (공식 매뉴얼)》. Irvine, California: Blizzard Entertainment.